# Guelfi e ghibellini
Guelfi e ghibellini erano le due fazioni contrapposte nella politica italiana del Basso Medioevo, in particolare dal XII secolo sino alla nascita delle Signorie nel XIV secolo.

## Origine dei nomi

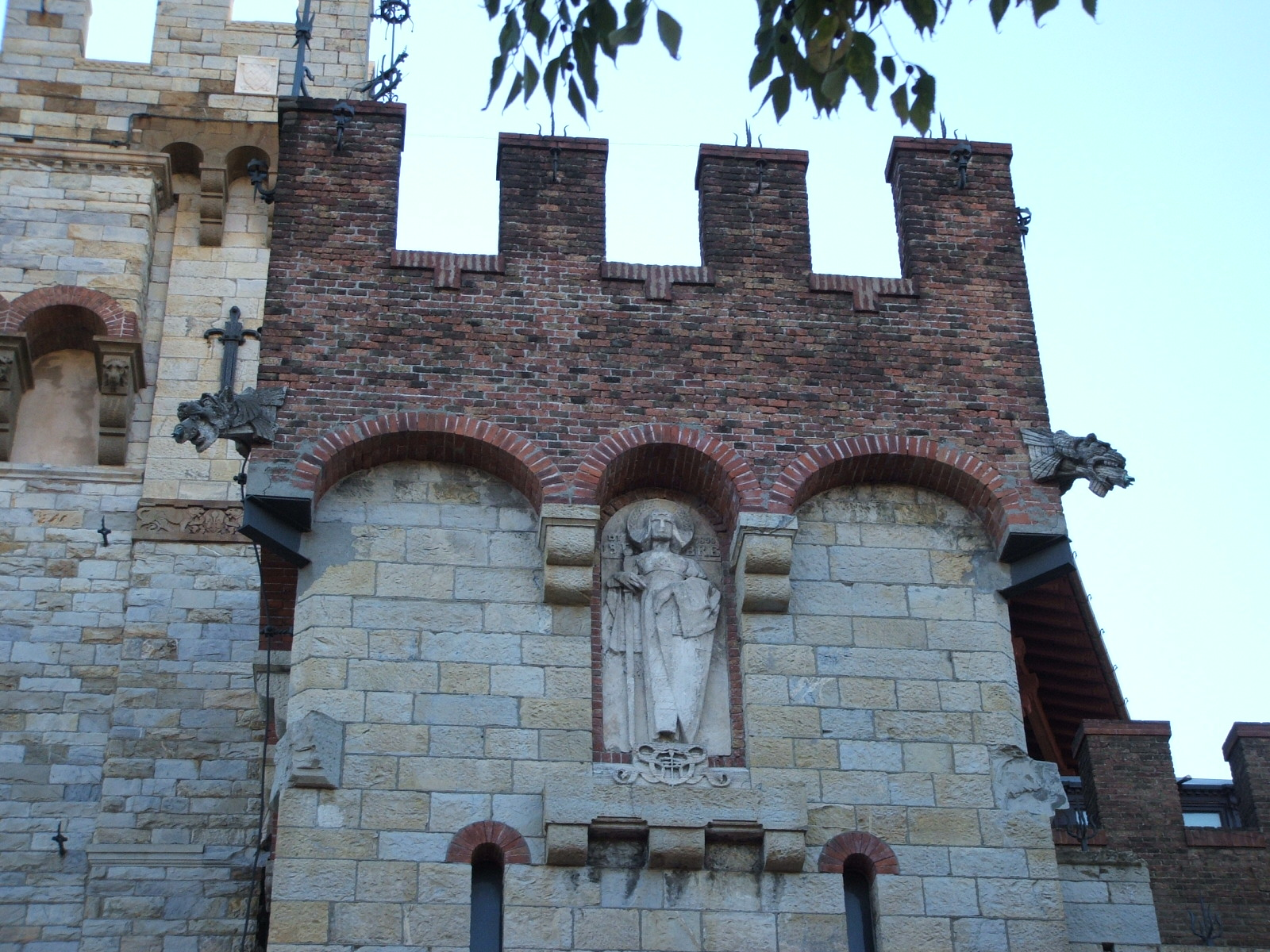
Merlatura guelfa

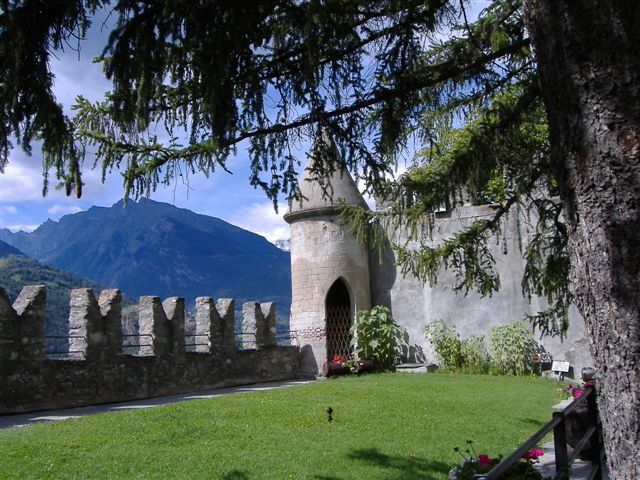
Merlatura ghibellina

L'origine dei nomi risale alla lotta fra le casate di Baviera e di Sassonia, contrapposte a quella di Svevia per ottenere la corona imperiale in seguito alla morte dell'imperatore Enrico V, avvenuta nel 1125.

### Guelfi
I Welfen, da cui la parola «guelfo», erano sostenitori dei bavaresi e dei sassoni e appartenevano a una delle più antiche e illustri dinastie di stirpe franca in Europa.
Storicamente i guelfi vennero poi associati a chi sosteneva il papa e le loro fortezze vennero caratterizzate dalla merlatura squadrata. Sulla loro bandiera era disegnata la croce di San Giorgio.

### Ghibellini
Waiblingen, anticamente Wibeling, da cui la parola «ghibellino», identificava i sostenitori degli Hohenstaufen, signori svevi del castello Waiblingen. Successivamente la casata sveva acquisì la corona imperiale e con Federico Barbarossa cercò di consolidare il proprio potere nel Regno d'Italia.
Sul piano politico si iniziò a identificare i ghibellini con la fazione legata all'imperatore e le loro strutture militari furono caratterizzate dalla merlatura a coda di rondine. La loro bandiera raffigurava la croce di San Giovanni Battista.

## Contesto storico

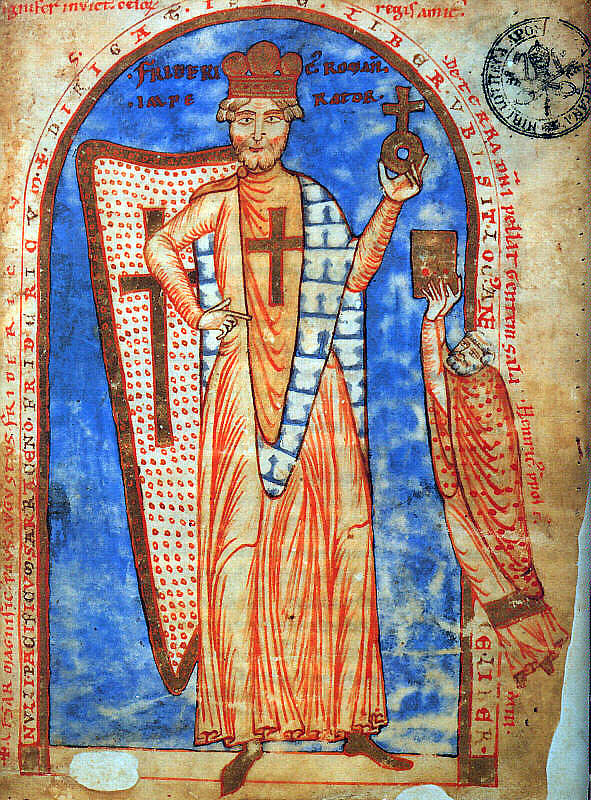
L'imperatore svevo Federico Barbarossa, sostenitore dei ghibellini

Faccian li Ghibellin, faccian lor arte
sott’altro segno; ché mal segue quello
sempre chi la giustizia e lui diparte;
e non l’abbatta esto Carlo novello
coi guelfi suoi, ma tema de li artigli
ch’a più alto leon trasser lo vello.»
(Dante, Divina Commedia, canto VI del Paradiso, 100-108)
I termini "guelfo" e "ghibellino" vennero inizialmente utilizzati in relazione alle opposte fazioni fiorentine e toscane: infatti, data la situazione geopolitica del tempo, in questa regione la contrapposizione tra due gruppi di alleanze familiari si fece più intensa. Nel periodo compreso tra il 1250 e il 1270 circa, il confronto diventò più virulento, creando un precedente che fece scuola per i decenni successivi. Le prime menzioni dei due termini apparvero negli Annales Florentini. Nel 1239 comparve per la prima volta la parola "guelfi", nel 1242 la parola "ghibellini". Negli anni successivi le attestazioni divennero più consistenti: ad esempio, esistono un'epistola dei capitani della pars guelforum fiorentina (1246) e una menzione della cronaca di Giovanni Codagnello del 1248. Al contrario, nel secolo precedente lo scontro tra le due fazioni non fu interno alle città ma solamente esterno, in quanto le città guelfe e quelle ghibelline si scontrarono nella più ampia guerra tra l'Impero e i liberi comuni.
Nonostante la preminenza di queste fonti, tale divisione in fazioni non fu esclusiva del contesto toscano, ma si inserì nel più ampio problema dello sviluppo delle parte all'interno dei comuni nell'epoca di Federico II. Infatti, tra la fine del XII secolo e la metà del secolo successivo, si formarono, all'interno di quasi tutte le città, due parte schierate o con il papato o con l'Impero.
Anche a Firenze, nei primi decenni del Duecento, esistevano le premesse che stavano portando in tutta Italia alla formazione delle parti. Lo sviluppo delle fazioni in questa fase è testimoniato dall'uso dei nomi "guelfi" e "ghibellini" - che facevano riferimento, nella lotta per la successione a Enrico VI, ai sostenitori della casa di Baviera (Welfen), rappresentata da Ottone IV, e a quelli della casa di Svevia (originaria del castello di Waiblingen), a cui apparteneva Federico II - e correva parallelamente alle contese locali, come quella tra Buondelmonti e Amidei del 1216. Tali contese trovarono quindi una nuova ragione di scontro in questa lotta.
All'interno della città esistevano, come ovunque, una serie di conflitti, che avevano dato luogo a quella che Davidsohn chiamò una guerra civile per il controllo del consolato, cioè del comune, tra i gruppi opposti degli Uberti e dei Fifanti. I conflitti privati sfociarono, poi, nella creazione di vasti schieramenti tendenzialmente polarizzati, come suggerisce la vicenda di Buondelmonti e Amidei (1216).

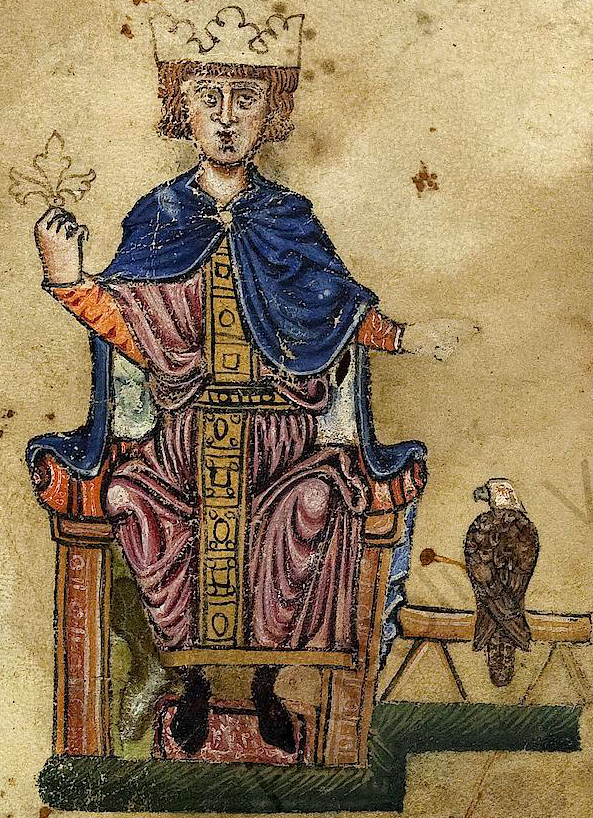
Ritratto di Federico II con il falco
(dal De arte venandi cum avibus)

Fu l'intervento di Federico II a scatenare la formazione di schieramenti destinati a durare nel tempo. Quando l'imperatore fu incoronato nel 1220, il comune di Firenze era impegnato in una disputa con il proprio vescovo attestata sin dal 1218. Inoltre Firenze, alleata con Lucca, anch'essa in vertenza con il vescovo e con il papa, era in guerra con Pisa per motivi di confine. Quest'ultima, che aveva cercato e ottenuto l'appoggio di Federico II, era alleata con Siena e Poggibonsi. Così, quando l'imperatore elargì concessioni ai suoi fedeli, Firenze fu gravemente penalizzata, a differenza di altre città toscane. Ciononostante, nel 1222, l'alleanza fiorentino-lucchese riportò un'importante vittoria a Castel del Bosco.
La stipulazione di una nuova alleanza nel 1228 tra Pisa, Siena, Poggibonsi e Pistoia, in funzione antifiorentina, alimentò nuovamente il conflitto tra Firenze e le altre città toscane, concentrato tra Val di Chiana e Montepulciano. Sia il papato sia l'Impero tentarono la pacificazione con vari mezzi nel corso dei primi anni Trenta. Il legato imperiale Geboardo di Arnstein fallì una mediazione e poi bandì Montepulciano, governata da un podestà fiorentino, Ranieri Zingani dei Buondelmonti. Gregorio IX, approfittando della morte del vescovo fiorentino, insediò un suo fedele, Ardingo, a cui fece emanare costituzioni contro gli eretici. Nel 1232 Firenze, che continuava a rifiutarsi di venire a patti con Siena, fu interdetta e subì il bando imperiale.
Fu chiamato in città un podestà milanese, Rubaconte da Mandello, mandato dal papa in funzione antimperiale. Il nuovo magistrato però si fece promotore di una politica di difesa dei diritti del comune, anche in contrasto con il vescovo (che lo accusò di eresia) e trovò, quindi, il consenso del "popolo". Quando Federico II, forte della vittoria di Cortenuova, chiese l'invio di truppe per combattere nel Nord, nella milizia scoppiarono disordini tra Giandonati e Fifanti che si estesero all'intera città, portando alla cacciata di Rubaconte. L'ingresso del nuovo podestà, il romano filoimperiale Angelo Malabranca, rinnovò i disordini che erano stati temporaneamente sedati.
Nella seconda metà del Duecento, i termini "guelfi" e "ghibellini", grazie anche all'egemonia regionale e sovraregionale di Firenze, divennero le parti che appoggiavano rispettivamente il Papato e l'Impero in tutte le realtà urbane italiane.

## Storia

Stemma della famiglia Hohenstaufen

Stemma di Manfredi, Re di Sicilia

I termini Guelfi e Ghibellini derivano dalle due famiglie rivali dei Welfen e degli Hohenstaufen (signori del castello di Waiblingen, il cui nome si dice essere stato usato in un'occasione come grido di battaglia) che erano in lotta per la successione imperiale tra il 1212 e il 1215. Essi furono utilizzati per indicare le due fazioni politiche del medesimo secolo, che, nella penisola italiana, sostenevano rispettivamente Papato e Impero. Inizialmente, il significato di questi termini era tuttavia diverso. All'inizio, infatti, essi erano ambedue partiti imperiali: il primo, quello che poi prese il nome di Guelfo, sostenne vari pretendenti della casa di Baviera tra i quali, alla morte di Enrico VI (1198), Ottone IV di Brunswick; l'altro, che poi prese il nome di Ghibellino, portava sugli scudi Federico II.
Soltanto più tardi i guelfi si sarebbero schierati dalla parte del papa. La stessa denominazione di guelfi e ghibellini fu un'invenzione linguistica avvenuta nell'ambito fiorentino, che ebbe straordinaria diffusione prima in Italia e successivamente in tutta l'Europa. Come gli Hohenstaufen divennero gli Stuffo e gli Svevi i Soavi, nella stessa maniera il nome di "Welf" divenne "Guelfo", e quello di "Weibling", "Ghibellino".

I guelfi e i ghibellini sono diventati così popolari nelle città italiane forse perché, com'è stato rilevato dal celebre medievista Christopher Wickham, l'Italia è una nazione che celebra... 
In Italia furono tradizionalmente guelfi i comuni di Perugia, Milano, Mantova, Bologna, Firenze, Lucca, Padova; famiglie guelfe furono i bolognesi Geremei, i genovesi Fieschi, i milanesi Della Torre, i riminesi Malatesta, i ravennati Dal Sale ed una parte delle dinastie di origine obertenga, come i ferraresi Este e alcuni rami dei Malaspina.
Tradizionalmente ghibellini, cioè filoimperiali e filosvevi, furono i comuni di Pavia, Asti, Como, Cremona, Pisa, Siena, Arezzo, Parma, Modena, Jesi (che diede i natali a Federico II) e Savona. In Italia, famiglie ghibelline furono i veronesi Della Scala, i bolognesi Lambertazzi e Carrari, i riminesi Parcitadi, i comaschi Frigerio e Quadrio, i milanesi Visconti, gli astigiani Guttuari, i toscani conti Guidi del Casentino e gli Ubaldini del Mugello, i ferraresi Torelli-Salinguerra, i forlivesi Ordelaffi, i fiorentini degli Uberti e Lamberti, i pisani Della Gherardesca, i trevigiani Da Romano, i senesi Salimbeni e Buonconti, i marchesi Aleramici del Monferrato ed una parte delle dinastie di origine obertenga, come i Pallavicino e alcuni rami dei Malaspina.
Molto frequenti furono comunque i cambi di bandiera, per cui città e famiglie tradizionalmente di una parte non esitarono, per opportunità politica, a passare alla fazione opposta.

### Il primo conflitto tra l'Impero e i comuni

#### Le origini del primo conflitto: le lotte in Germania
Nel 1125, con la morte di Enrico V, due partiti si contesero la successione al trono. Da una parte vi erano gli Hohenstaufen, i signori di Waibling e di Svevia, ostili alla Chiesa, dall'altra i Welfen, i duchi di Baviera, favorevoli alla Chiesa.
Inizialmente, prevalsero i Welfen con l'elezione di Lotario, incoronato imperatore nel 1131; con la sua morte (1137), tuttavia, per il ruolo di imperatore Corrado III Hohenstaufen prevalse su Enrico il Superbo, il quale fu designato dal sovrano defunto. Nonostante Enrico avesse riconosciuto gli Hohenstaufen al potere, questi ultimi insidiarono i suoi domini: lo scontro fu inevitabile. Nel 1140, durante una battaglia nei pressi di Weinsberg, risuonarono come grida di battaglia le parole "guelfo" e "ghibellino".
A seguito della cessione della Baviera a Enrico Babenberg e della Sassonia a suo figlio, Enrico il Leone, avuto con la vedova di Enrico il Superbo, venne raggiunta una pace che Guelfo I di Toscana, fratello di Enrico il Superbo, non riconobbe. Guelfo cercò di riconquistare per sé la Baviera, riaprendo il conflitto.
Nel 1152, con l'elezione di Federico Barbarossa, la situazione si raffreddò. Infatti, l'imperatore Hohenstaufen era imparentato anche con i Welfen.

#### I liberi comuni e il Barbarossa: incoronazione e primi scontri
Federico Barbarossa sapeva che nella penisola accadevano grandi novità. Nell'Italia centro-settentrionale, le maggiori città si erano date a una nuova forma di autogoverno: il potere non derivava più dall'alto, perciò dall'Impero, ma dal basso, grazie al consenso della collettività dei cittadini, erano nati i comuni. Da almeno un cinquantennio in tutta Europa le città erano in subbuglio, tuttavia ogni tentativo di imbrigliare il potere comunale veniva represso dall'Impero. Al contrario in Italia, a partire dalla fine dell'XI secolo, i comuni urbani avevano acquisito incontrastati un peso e una forza enormi, ottenendo la piena autonomia di governo e sottomettendo le campagne circostanti, espandendosi nel cosiddetto contado. Come affermato dall'arcivescovo di Frisinga Ottone nel suo Gesta Friderici, sovranità popolare, uguaglianza di fronte alla legge, mobilità e apertura sociale, proiezione del potere cittadino sulle campagne ed emarginazione dell'ormai obsoleta aristocrazia territoriale erano le fondamenta dei liberi comuni.
Tuttavia, il fronte cittadino non era compatto dato che, nel quarantennio precedente all'incoronazione del Barbarossa, Milano, alla ricerca della supremazia regionale, aveva mosso campagne contro le città confinanti, sottomettendo Lodi e Como.
Nel marzo 1153, a Costanza l'Imperatore e il pontefice Eugenio III ratificarono un patto: Federico Barbarossa sarebbe stato incoronato a Roma, mentre Papato e Impero avrebbero formato una stretta alleanza contro il re di Sicilia Ruggero II e l'imperatore di Costantinopoli Manuele Comneno in quanto, secondo le due parti, entrambi minacciavano lo status quo della penisola. A Costanza si recarono anche due mercanti Lodigiani, i quali parlarono al Barbarossa dell'oppressione esercitata da Milano contro la loro città. Sebbene Federico al momento avesse altre priorità, il seme gettato dai due personaggi non avrebbe tardato a dare il frutto.
All'inizio dell'ottobre 1154, con il sostegno di 1 800 uomini Federico Barbarossa si recò in Italia, diretto verso Roma. Durante l'itinerario, diede ascolto alle lamentele dei consoli di Lodi e Como verso Milano e del marchese di Monferrato e del vescovo di Asti contro i comuni di Chieri e della stessa Asti: mentre si limitò a distruggere qualche castello di confine con Milano, con l'aiuto di Guglielmo di Monferrato e di alcuni comuni minori lombardi, senza opposizione, conquistò e incendiò Chieri ed Asti. Nella primavera successiva, a seguito delle lamentele dei pavesi, assediò Tortona che, dopo due mesi di assedio, cedette per la fame e venne distrutta. Lo stesso anno, Como e Lodi tornarono indipendenti da Milano.
Dopo aver mostrato la sua potenza, nell'aprile 1155 l'imperatore partì per Roma dove il Senato dell'Urbe gli offrì l'incoronazione. Il Barbarossa rifiutò e occupò militarmente la città, facendosi incoronare dal pontefice in San Pietro. Il popolo romano si rivoltò ma la sollevazione popolare venne repressa nel sangue. I rapporti con la Chiesa si erano incrinati.
Nonostante l'esercito imperiale avesse come obiettivo una spedizione antinormanna, le truppe furono costrette a marciare verso nord: i milanesi avevano ricostruito Tortona, riconducendovi gli abitanti; in questa situazione i nobili tedeschi erano riluttanti all'idea di proseguire verso sud.
Passato il Brennero, Federico si lasciò dietro almeno quattro comuni rasi al suolo - Asti, Tortona, Spoleto e Chieri - lasciando intendere le sue intenzioni. Infatti, a differenza dei suoi predecessori, il Barbarossa si proponeva come tutore dell'onore dell'Impero e non intendeva minimamente accettare le autonomie urbane, nella penisola considerate oramai normalità.

#### La seconda discesa in Italia e la dieta di Roncaglia
La discesa del 1154-1155, in sostanza, si era dimostrata inconcludente. Il pontefice Adriano IV avviò l'ostilità verso l'Impero, concludendo nel giugno 1156 un'alleanza con Guglielmo I di Sicilia.
L'Imperatore, tuttavia, nutriva grandi ambizioni di dominio mediterraneo: oltre alla conquista del meridione, si erano aggiunte le ambizioni di conquista verso gli Stati islamici o, ancora meglio, l'Impero Bizantino, con il fine di riunire sotto la Corona germanica l'antico Impero Romano, riunificato a distanza di otto secoli. Per fare ciò, tuttavia, bisognava assoggettare le città dell'Italia centro-settentrionale, sia per le ricchezze e le risorse che possedevano e potevano produrre, sia per la posizione geografica.
Nel marzo 1157, a Worms venne convocata una dieta nella quale venne proclamata la nuova Campagna d'Italia. Parteciparono anche i rappresentanti delle città nemiche di Milano, oramai ghibelline a tutti gli effetti, Pavia, Lodi, Novara e Como; era chiaro che il fine della campagna fosse la sottomissione della città ambrosiana.
Ai primi di giugno 1158, ad Augusta si riunì un esercito composto da 20 000 uomini, formato da tutte le forze tedesche disponibili e da contingenti boemi e ungheresi. Questo esercito venne diviso in quattro armate, le quali attraversarono le Alpi attraverso i passi del Brennero (le forze dell'imperatore e le forze boeme), della Val Canale (le forze austriaco-carinziane), dello Spluga (le forze renano-sveve) e del Gran San Bernardo (le forze borgognano-lorenesi). In tal modo, era stato mosso un colossale attacco a tenaglia verso Milano e la sua più stretta alleata, Brescia. Diversi centri allineati con Milano, tra i quali Piacenza, vennero indotti dagli ambasciatori imperiali a cambiare schieramento.
Alla fine di giugno, iniziarono gli scontri. Brescia non riuscì a contrastare l'evidente supremazia delle forze avversarie, ritrovandosi costretta a cedere le armi e a consegnare alcuni ostaggi. Milano, invece, rifiutò di arrendersi e tentò di bloccare le forze imperiali lungo il corso del fiume Adda. A costo di pesanti perdite, tedeschi e boemi riuscirono a passare il fiume, occupando la rocca di Trezzo, importante punto strategico. Il 3 agosto, il Barbarossa rifondò la città di Lodi nella posizione attuale, abbandonando l'insediamento di Lodi Vecchio, considerato troppo vulnerabile.
Il 6 agosto, la metropoli ambrosiana venne assediata. Alle ricongiuntesi forze imperiali, si aggiunsero contingenti dalle città ghibelline, dal Marchese di Monferrato, dai Malaspina e dai patriarcati di Aquileia e Ravenna. La superiorità numerica dell'Imperatore era schiacciante e Milano capitolò.
L'8 settembre 1158 seguirono gli accordi di pace. I rappresentanti del più potente comune italiano si presentarono con una lama di spada sul collo, venendo umiliati e dovendo accettare delle condizioni molto dure: Milano non solo perse il controllo di Lodi e Como, ma pure del contado di Seprio (l'attuale Provincia di Varese), sulla Brianza e sulla città di Monza, che venne posta sotto il diretto controllo imperiale; inoltre, venne tolto alla città il diritto di battere moneta e di riscuotere gli altri proventi pubblici. L'umiliazione non finì qui e Milano fu costretta a erigere un palazzo imperiale e ad eleggere consoli sotto autorizzazione imperiale. Fu risparmiato il diritto di autogoverno, mentre le fortificazioni non vennero completamente distrutte.
Il Barbarossa, prima di rientrare in Germania, si fece incoronare a Monza.
L'11 novembre, l'Imperatore diede inizio alla Dieta di Roncaglia, con la quale rivendicò la supremazia del potere imperiale. L'uso del diritto romano - da ricordare la presenza di quattro esperti di tale disciplina provenienti da Bologna - affiancato alla teologia costruì un'immagine di altissimo potere. Federico Barbarossa, richiamava gli Imperatori romani come suoi predecessori e considerava le loro leggi "oracoli divini", venendo considerato rappresentante terreno del volere divino. Tutti i poteri pubblici spettavano all'Imperatore, che li interpretava come poteri feudali. Secondo Rahevino, un cronista tedesco del tempo, erano 30 000 le lire d'argento annue garantite dai pagamenti verso Federico, stabiliti a Roncaglia. Le ricadute, tuttavia, non erano solo finanziarie. Venne imposto a ogni cittadino maggiorenne il giuramento di fedeltà all'Imperatore, scavalcando l'intermediazione delle istituzioni cittadine, soggette all'autorità imperiale e sottoposte al suo consenso. La rivendicazione Imperiale della titolarità di tutte le giurisdizioni scardinava il controllo urbano sul contado, negandogli la legittimazione; comuni e signori non potevano stringere alleanze tra loro e venne sciolto ogni patto giurato, perfino quelli tra cittadini. Un simbolo pesante fu l'obbligo di costruzione di una sede imperiale ovunque fosse gradito dal sovrano, tanto che negli anni seguenti il Barbarossa si procurò sedi ufficiali in molte città, fra le quali la sua preferita era quella di Pavia. Dalle norme di Roncaglia, il sovrano usciva come fonte prima e assoluta della legge, soggetta solo a Dio.

#### La crisi tra Impero e Papato
Subito dopo la dieta di Roncaglia, il tentativo di imporre rettori imperiali nelle città lombarde aveva dato vita a un'insurrezione popolare a Milano; al fianco della metropoli ambrosiana, si erano schierate le città oramai apertamente guelfe di Brescia, Piacenza e Crema. I pochi uomini imperiali riuscirono a far poco contro gli eserciti dei comuni, tanto che nell'aprile 1159 i milanesi riuscirono a riconquistare il castello di Trezzo sull'Adda, assicurandosi il controllo della frontiera orientale del contado.
Federico non si occupò della ribellione sia perché non aveva le forze necessarie, sia perché si stava delineando un problema di entità maggiore: Papa Adriano IV stava assumendo un atteggiamento nettamente ostile verso il Barbarossa, tanto che, dopo aver mediato la pace trentennale tra l'Impero Bizantino e il Regno di Sicilia, iniziò ad appoggiare esplicitamente le città guelfe.
Il conflitto esplose il 1º settembre 1159: con la scomparsa di Adriano IV, il collegio cardinalizio si divise sulla scelta del suo successore. La maggioranza scelse Rolando Bandinelli, il quale prese il nome di Alessandro III, mentre la minoranza scelse Ottaviano de' Monticelli. Il primo, nel 1157, durante una dieta tenutasi a Besançon, era stato maltrattato dal Barbarossa, che decise di prendere le parti del Monticelli e di incoronarlo a sua volta papa, come Vittore IV. Un sinodo sancì la scelta imperiale e, nel febbraio 1160, Alessandro venne dichiarato decaduto mentre Vittore legittimo pontefice.
Tuttavia, ben pochi fra i vescovi italiani e tedeschi riconobbero Vittore e perfino le maggiori Chiese Europee riconoscevano Alessandro che, il 28 febbraio, fece scomunicare sia Vittore sia il Barbarossa; quest'ultimo si ritrovò così in una situazione molto delicata, di fronte all'opinione pubblica dell'intera cristianità.

#### Nuova campagna del Barbarossa contro le città guelfe e l'umiliazione di Milano
Con l'appoggio delle città ghibelline l'Imperatore, nel corso del 1159, avviò una nuova campagna contro le città guelfe. Nel luglio dello stesso anno, con l'aiuto prima dei cremonesi e poi di contingenti inviati dall'arcivescovo di Colonia e dai duchi di Sassonia, pose sotto assedio Crema. La cittadina lombarda, tuttavia, resistette a lungo mandando su tutte le furie Federico, cadendo solo il 26 gennaio 1160; infatti, uno dei migliori tecnici cremaschi, tal Marchisio, tradì gli assediati e passò dalla parte dell'imperatore.
A fine aprile venne mossa una spedizione contro Piacenza che risultò inconcludente, mentre il 9 agosto i Milanesi inflissero una pesante sconfitta al Barbarossa a Carcano (Brianza), che lo costrinse a ripiegare verso nord.
L'inverno passò senza che venisse mosso un uomo mentre in primavera arrivarono i rinforzi imperiali. Le forze non erano lo stesso sufficienti, perciò Federico decise di intraprendere un'altra strategia: dato che la metropoli ambrosiana era circondata da città ghibelline, vennero bloccati i commerci milanesi mentre il contado della città fu devastato. A questo punto, i milanesi cercarono invano di aprirsi un varco per tutto l'anno; il 21 febbraio 1162, dei rappresentanti cittadini si presentarono a Lodi, chiedendo la resa della città.
L'imperatore accettò solo la resa incondizionata. La città venne umiliata: dopo tre giorni di cerimonia, Milano si mise nelle mani del vincitore, consegnando il simbolo civico, il carroccio, migliaia di ostaggi e le chiavi di ogni porta. Ma non finì qui, tanto che il 19 marzo venne dato l'ordine di evacuare e radere al suolo la città. Distruggere Milano richiedeva un'organizzazione colossale, perciò giunsero uomini da ogni città che in passato ricevette torti dalla metropoli ambrosiana: cremonesi, pavesi, lodigiani, comaschi, novaresi, briantei e varesini appiccarono un incendio generale e poi distrussero le strutture superstiti. Non tutte le chiese furono risparmiate tanto che venne distrutto il campanile cittadino; l'operazione perdurò per una settimana, dal 26 marzo al 1º aprile. Le reliquie più preziose nelle chiese della città vennero trasferite in Germania fra le quali, per esempio, i resti dei Re Magi, che tuttora si trovano a Colonia. Nonostante gli abitanti fossero stati risparmiati, furono costretti ad abbandonare l'area e fuori dalle mura sorsero immensi campi profughi.
Dopo Milano, seguirono le umiliazioni delle altre città guelfe. Il 22 aprile i Bresciani si arresero, ritrovandosi costretti a pagare 6 000 lire imperiali e a demolire torri, mura e fossato della città, accettando i nuovi governanti imperiali. L'11 maggio, fu il turno di Piacenza, costretta a radere al suolo tutte le fortificazioni civiche e a donare 9 000 lire imperiali; seguirono Bologna, Imola e Faenza. Nel novembre 1163, infine Tortona venne completamente distrutta dai pavesi, autorizzati dall'Imperatore. Proprio Pavia era diventata la capitale del Regno d'Italia, come ai tempi dei Longobardi e degli imperatori sassoni, e proprio in questa città si radunarono tutti gli ostaggi richiesti dal Barbarossa.

#### L'Italia imperiale
Dopo la vittoria sulle città guelfe, Federico Barbarossa mise mano a un progetto molto più ambizioso rispetto a quello di Roncaglia. Perse la sua "misura" che fino a quel momento l'aveva portato a ottenere la simpatia di città come Lodi: non intendeva più costruire un apparato di potere basato sui rapporti feudali, bensì sull'azione di una rete di funzionari che ricavavano il potere dalla delega imperiale, praticamente dipendenti dal sovrano. Ora Federico si era ritrovato all'apice del suo potere e grazie a questo apparato di potere poteva massimizzare i profitti, ottenendo tutte le risorse finanziarie delle città italiane al fine di impiegarle per le sue ambizioni territoriali. Questo verrà considerato da molti storici un "formidabile errore di calcolo", in quanto il rischio di creare un'ondata di malcontento era elevatissimo. A capo delle città vennero posti i nobili teutonici, eccezioni furono i comuni amici, anch'essi, soltanto in grazia di privilegi, sempre revocabili e pagati con forti esborsi di denaro.
Secondo una fonte inglese, nel solo 1164 il fisco imperiale prelevò 84 000 lire d'argento ai comuni italiani; per fare un confronto, le entrate dello stesso anno del Re di Francia furono di 60 000 lire d'argento, mentre quelle del Re d'Inghilterra (il quale disponeva del più avanzato sistema fiscale in Europa e possedeva territori in Francia) furono di 90 000 lire d'argento.
Milano venne affidata a Enrico di Liegi. Ai primi di maggio 1162 iniziò la ricostruzione di Milano: i profughi poterono costruire delle vere e proprie abitazioni, i cosiddetti "borghi", nelle località di Nosedo, Vigentino, Lambrate, San Siro alla Vepra, Cascina Plasmondi e Carrera; nacque così una serie di insediamenti attorno all'immenso ground zero della città rasa al suolo. In forte contrasto, sorsero i palazzi voluti dall'Imperatore per ricordare la vittoria: i palazzi imperiali di Monza e Vigentino, la torre trionfale di Nosedo e il castello di Landriano.

#### Le rivolte e la Lega Veronese
Fin da subito, si diffuse un grande malcontento. A partire dal 1164, si ebbero le prime rivolte: non si sa se con la forza o con la diplomazia, Piacenza ottenne l'allontanamento di Arnaldo Barbavaira e il ritorno della magistratura consolare, seppur sottoposta a un vicario tedesco; nello stesso anno, un ignoto bolognese uccise Bezo, il rettore imperiale della città, che venne sostituito con Guido da Canossa, italiano e più sensibile alla volontà dei cittadini.
Sempre nel 1164, sotto il supporto di Manuele Comneno, nacque la Lega Veronese, composta da Vicenza, Padova, Verona, Venezia e Treviso; la lega aveva il semplice progetto di riconoscere il dominio imperiale, ma non quello di Roncaglia, bensì quello precedente a esso, dei predecessori del Barbarossa. Le città della lega iniziarono a ereggere fortificazioni nelle località strategiche del contado, violando proprio le leggi formulate a Roncaglia: Federico andò su tutte le furie e intervenne senza successo. Infatti, partì con un esercito composto in maggioranza da uomini italiani, iniziò a distruggere castelli e paesi nel territorio veronese, prima di ritrovarsi di fronte l'esercito cittadino. In questo momento, con la paura che i demotivati soldati italiani potessero tradirlo, decise di ritirarsi. Infatti, gli uomini erano in gran parte pavesi e cremonesi, con le loro città che stavano protestando per ottenere maggiore autonomia. Approfittando della situazione, l'esercito veronese assediò e conquistò il castello di Rivoli Veronese sulla via del Brennero, negando all'imperatore la principale via d'accesso alla penisola; fu un importante successo, tanto che nelle successive discese in Italia il Barbarossa sarà costretto a passare per passi più lontani o scomodi.
Le rivolte si fecero sentire e l'Imperatore largheggiò in concessioni. Sulla via per attaccare Verona, guadagnò l'appoggio delle località strategiche di Mantova e Ferrara concedendo loro regalie senza pagare la somma; invece, a seguito della sconfitta maturata con Verona, concesse a Pavia prerogative ancora più ampie, compresa la libera scelta dei governanti. L'anno successivo, Cremona venne esentata dal pagamento dei 200 marchi d'argento annui.

#### La discesa in Italia del 1166-1167 e la nascita della Lega Lombarda
Nel natale del 1165, Carlo Magno venne proclamato santo ad Aquisgrana, cosa che non fece piacere ai comuni e tantomeno al papato. Nel 1166, Federico decise di risolvere con la forza la crisi con il Papato, dirigendosi verso Roma con più di 10 000 uomini, passando per la Val Camonica. Il Barbarossa avanzò lungo le coste del Mar Adriatico, ponendo sotto assedio Ancona, ultima città Bizantina in Italia, lungo il Tirreno avanzavano invece Rainaldo di Dassel e Cristiano di Magonza, i quali vennero sorpresi a Tuscolo dall'esercito pontificio. Tuttavia, le forze teutoniche seppero resistere e, con l'arrivo dei rinforzi, sbaragliare l'esercito romano, dirigendosi verso Roma; la stessa cosa fece l'Imperatore. Roma cadde a fine luglio e venne riconosciuto come legittimo pontefice Pasquale III, mentre Alessandro III fuggì nel Regno di Sicilia travestito da pellegrino.
Nel frattempo, al nord stava succedendo un qualcosa di inatteso. Il Barbarossa, durante l'attraversamento della Lombardia, per coprirsi le spalle devastò i contadi di Brescia e Bergamo. L'8 marzo 1167, i consoli di Brescia, Bergamo, Cremona e Mantova si riunirono e promisero il supporto reciproco per i quarant'anni successivi: era nata la Lega Lombarda. Ci si preparava a un confronto con l'Imperatore. L'obiettivo era lo stesso della Lega Veronese: opporsi alla Dieta di Roncaglia e ad ogni decisione presa finora dal Barbarossa. Contemporaneamente, i rettori dei quattro comuni, ai quali si aggiunse Ferrara, si impegnarono a ricostruire Milano nella posizione originale; il 27 aprile, sotto la scorta degli eserciti di Brescia, Bergamo e Cremona, i milanesi poterono tornare nella propria città. I pavesi dovettero assistere impotenti alla ricostruzione della città rivale. Nel mese di maggio, alla lega si aggiunsero le città di Lodi e Piacenza.
Gli eserciti di Milano e Bergamo in estate collaborarono per la riconquista del castello di Trezzo sull'Adda. Le forze comunali mostrarono le loro capacità belliche costruendo una torre e delle macchine d'assedio, tanto che il 10 agosto ottennero la resa della guarnigione imperiale: i superstiti ebbero salva la vita e vennero portati a Milano.
Federico inizialmente pensò che il problema fosse ristretto e non diede ascolto alle richieste delle guarnigioni imperiali. Tuttavia, ai primi di agosto una violentissima epidemia colpì l'esercito imperiale, allora accampato fuori dalle mura del Vaticano. Le perdite superarono i 2 000 uomini e tra loro morirono pure Rainaldo di Dassel e diverse altre figure importanti; il 6 agosto il Barbarossa e il suo esercito lasciarono Roma, raggiungendo Pavia nei primi di settembre. Nella capitale del Regno d'Italia riorganizzò le sue forze e colmò le perdite con soldati provenienti dalla stessa Pavia e dalle città ghibelline di Novara e Vercelli.
Il 26 settembre, l'esercito imperiale passò il Ticino e distrusse diversi importanti borghi Lombardi, senza spingersi oltre. Infatti, a Lodi era presente un gran numero di cavalieri bresciani, bergamaschi e lodigiani mentre a Piacenza di cavalieri cremonesi, parmigiani e piacentini; queste truppe appena seppero dell'attacco del Barbarossa si mossero verso Milano, costringendo l'imperatore a ritirarsi oltre il Ticino, il quale dopo poco tempo si mosse verso Piacenza dove trovò gli stessi cavalieri che resero l'attacco inconcludente.
In autunno, gli eserciti imperiale e pavese mossero continui attacchi verso i contadi di Piacenza e Lodi, ricordati come le "arsaglie imperiali" in quanto spesso i piccoli insediamenti di campagna venivano incendiati. Erano tuttavia spedizioni che non causarono grossi danni ai comuni che, al contrario, erano sempre più uniti.

#### Il giuramento e le azioni della Lega Lombarda
Il 1º dicembre, si ebbe un giuramento di alleanza tra le città della Lega Lombarda e quelle della Lega Veronese, che unì un imponente numero di città: Milano, Venezia, Verona, Brescia, Cremona, Mantova, Ferrara, Piacenza, Bergamo, Vicenza, Parma, Padova, Treviso e Lodi. Venne fatto un ulteriore passo avanti in quanto tutte le decisioni imperiali a partire dal 1152 venivano rinnegate; le città si preparavano a una nuova guerra. Nel frattempo, l'imperatore - con la paura di restare intrappolato a Pavia - lasciò la penisola passando per il Ducato di Savoia, che gli fece pagare una grande quantità d'oro per alloggiare a Susa.
La fuga dell'imperatore fece degenerare la situazione nel nord Italia. Il 28 dicembre Novara, città ghibellina, si unì alla Lega, seguita da Como il 20 marzo successivo; grazie a questa città, ora la Lega controllava tutti i passi che dal Brennero al Sempione portavano in Italia. Sempre nel mese di marzo, cadde il castello di Biandrate, grazie a un'azione portata avanti da Novara e Vercelli, con la cattura della guarnigione teutonica; il 9 lo venne a sapere il Barbarossa che per vendetta fece impiccare su un albero un ostaggio Bresciano, Gilio Prandi. Questa azione fece inorridire gli abitanti della località che strapparono ai loro custodi i prigionieri in mano tedesca e sbarrarono le porte della città, tuttavia Federico riuscì a fuggire; come risposta all'impiccagione, i conquistatori del castello di Biandrate risparmieranno solo 10 dei soldati tedeschi presenti nella rocca. Il 12 marzo Parma e Piacenza coprirono militarmente la ricostruzione di Tortona che, nel mese di maggio, si unì all'alleanza assieme a Bologna, Vercelli, Asti, Pavia e Alessandria. L'accordo stipulato tra queste città il 3 maggio fece sì che ora la Lega occupasse gran parte del Nord Italia: la quasi totalità delle città in passato ghibelline ora facevano parte dell'organizzazione, compresa Pavia, l'ex capitale del Regno d'Italia.
Nell'ottobre 1169, con la riunione di tutte le città guelfe a Cremona, si decise di nominare appositi ufficiali per coordinare le azioni dei diversi membri, i "rettori", che in questo modo prendevano il posto dell'Imperatore nel ruolo di appacificatori.
Nel 1170 gli eserciti comunali congiunti mossero un'offensiva contro Guglielmo di Monferrato, il quale si ritrovò costretto a cedere a Vercelli vasti territori; la stessa cosa fece Casale Sant'Evasio (ora Casale Monferrato). In questo modo, la Lega riuscì a consolidare la sua presenza in Piemonte; fallì invece il suo tentativo di espansione in Liguria, con Genova che si rifiutò di entrare nell'alleanza in modo da salvaguardare i rapporti con l'Impero, soprattutto in funzione antipisana.
Le città allestirono un apparato di governo sovracomunale e, grazie ai rettori, si riuscì a risolvere problemi di frontiera portati avanti da decenni o addirittura secoli, tanto che la Lega si rivelò un'organizzazione non solo militare; inoltre, per convalidare gli atti la Lega si diede un proprio sigillo, raffigurante il sovrano come un'aquila rivolta a destra mentre le città come un'aquila rivolta a sinistra. L'alleanza concittadina si proponeva come potenza sovrana alternativa all'Impero, tuttavia non rinnegava la futura possibilità di tornare parte della Corona Germanica nel caso in cui la situazione fosse tornata quella precedente al Barbarossa.
La Lega poteva inoltre contare sul pieno supporto di papa Alessandro III, il quale combatté religiosamente le città ghibelline scomunicando o condannando i capi religiosi di queste ultime. Il 27 marzo 1170 con la bolla "Non est dobium" il Papa prese sotto sua protezione le città della Lega Lombarda. Una delle città unitesi alla Lega con l'accordo del 3 maggio 1168 era Alessandria, fondata tra fine 1167 e inizio 1168 con la partecipazione dei comuni guelfi e chiamata così proprio in onore del Pontefice.
Le città dell'organizzazione adottarono una gamma di emblemi condivisi: per esempio, molte città imitarono l'utilizzo dei Milanesi di un carroccio con al di sopra il gonfalone civico, impiegato in battaglia.
Mentre l'assenza dell'imperatore, in Germania per ricostruire l'esercito, proseguiva, la Lega si preparava per non farsi cogliere impreparata, disponendo la propria autorità su tutta l'Italia settentrionale. Nel 1171 venivano ricostruite le Porte di Milano: la ferita inferta nove anni prima dal Barbarossa alla metropoli era stata completamente sanata.

#### La discesa di Cristiano di Magonza e la risposta dei liberi comuni
Federico impiegò molto per riorganizzare l'esercito e nel frattempo, nel 1171, nominò Cristiano di Magonza suo plenipotenziario nella penisola, con il compito di tenere occupati militarmente i liberi comuni. Nel marzo del 1172, quest'ultimo convocò una dieta a Siena, importante città ghibellina. Vi parteciparono il governatore di Spoleto, il marchese di Monferrato, i consoli di Genova e delle città ghibelline e i nobili toscani: era ciò che restava della presenza filo-imperiale nella penisola.
L'inviato si ritrovò nel mezzo di una contesa per la Sardegna, terminata in guerra tra Genova contro Pisa, Lucca e Firenze, decidendo di supportare la prima fazione. La guerra venne vinta dai Liguri tanto che il legato fu costretto ad abbandonare la Toscana.
Nella primavera del 1173, Cristiano si mosse verso Ancona, con l'intenzione di conquistare la città ancora sotto il controllo di Manuele Comneno, il quale da anni aiutava i comuni guelfi. Trovò fin da subito il supporto della Repubblica di Venezia, la quale, nonostante si trovasse a supporto delle città guelfe, nella più ampia geopolitica del Mediterraneo si trovava in contrasto con i Bizantini. Una ventina di galee veneziane imposero il blocco navale ad Ancona mentre l'assedio venne portato avanti dalle truppe imperiali, le quali non riuscirono a entrarvi tanto che, grazie al supporto giunto da Ferrara, la città riuscì a liberarsi.
Dopo l'ennesimo fallimento, Cristiano di Magonza abbandonò il campo di battaglia, passando l'inverno tra l'Umbria e il Lazio settentrionale.
Nel frattempo, come conseguenza dell'iniziale accoglienza posta verso Cristiano di Magonza, Genova subì l'embargo commerciale dei liberi comuni. Questi ultimi, nel 1172 portarono avanti una guerra contro il Monferrato, che portò il marchese a giurare obbedienza ai precetti dei consoli di Milano, Cremona, Lodi e Piacenza e a stipulare un ulteriore accordo con Asti. In agosto, tramite la diplomazia con i marchesi di Gavi, Alessandria acquisì il controllo della valle Scrivia, e di conseguenza dei transiti verso Genova. A questo punto, Obizzo e Morroello Malaspina, supportati dall'esercito piacentino, attaccarono la Repubblica di Genova, conquistando Chiavari e altri centri rivieraschi.
Il 10 ottobre 1173, in occasione di un parlamento svolto a Modena e mirato a ribadire gli accordi reciproci, Rimini entrò a far parte della Lega.

#### Il ritorno del Barbarossa: l'inverno 1174-1175
Il giorno di Pasqua, il 24 marzo 1174, ad Aquisgrana Federico annunciò l'imminente discesa in Italia, la quinta per lui. L'esercito, attraversando le terre dell'Impero, raccolse truppe per sei mesi; quando il Barbarossa entrò in Piemonte, il 29 settembre, era al comando di un esercito formato da un numero compreso tra i 20 000 e i 25 000 uomini e decise di puntare su Alessandria, città fondata dai comuni guelfi e simbolo della Lega Lombarda.
Una volta attraversata da Federico Barbarossa, Susa, per ciò che i suoi abitanti avevano fatto nel 1168, venne data alle fiamme. Torino aprì le porte all'imperatore senza combattere e, dopo otto giorni di assedio, cadde il primo comune guelfo: Asti. La città era difesa da consistenti forze provenienti da Milano e Brescia ma era divisa al suo interno, a causa dei forti contrasti con il vescovo.
Oramai gran parte del Piemonte occidentale era sotto il controllo imperiale e, il 27 ottobre, Alessandria venne posta sotto assedio. Giunsero a supporto dell'imperatore i suoi alleati Italiani: il marchese di Monferrato, il conte di Biandrate e, a sorpresa, il comune di Pavia, che tornò ghibellino. Vennero inoltre assoldati diversi balestrieri genovesi. Nonostante l'assenza di vere e proprie mura, la città poteva contare di un profondo fossato e di una buona quantità di difensori, i quali possedevano una tradizione bellica tramandata da generazioni.
Data la stagione avanzata, i due eserciti si trovarono in una situazione nella quale non contava tanto l'abilità in battaglia, bensì avere un'ottima capacità logistica - indispensabile a rifornire gli assediati, gli assedianti e le truppe di soccorso - e le qualità ingegneristiche per costruire fortificazioni o macchine d'assedio: in questi due campi, le città italiane non avevano rivali. Proprio a causa della scarsa capacità logistica imperiale, arrivava poco cibo destinato a sfamare non solo i soldati, ma pure i destrieri. La maggior parte di esso andava a finire nei piatti dei soldati tedeschi e, perciò, i boemi e i mercenari brabantini, parte importantissima dell'esercito teutonico, si ritrovarono costretti a dedicarsi a raid e razzie nelle campagne limitrofe. Durante il Natale, i boemi disertarono in massa e, nel tentativo di tornare in Germania, finirono in gran parte prigionieri dei milanesi, dove tuttavia trovarono il cibo.
Il 7 febbraio 1175, Cristiano di Magonza formò con Ravenna, Imola, Faenza, Forlì, Cesena e Rimini (in teoria parte della Lega Lombarda) una coalizione, volta a porre fine alle mire espansionistiche di Bologna. La risposta della Lega fu un esercito di duemilasettecento uomini; nel frattempo, tuttavia, la coalizione era riuscita a strappare a Bologna il castello di San Cassiano, con le truppe guelfe che poterono solo evacuare la guarnigione presente all'interno della rocca.
Successivamente, Cristiano e i suoi alleati compirono diverse incursioni nel territorio bolognese, senza mai tuttavia muovere un deciso attacco verso la città.

#### La primavera: la conclusione dell'assedio di Alessandria e la tregua
Gli eserciti cittadini, durante la brutta stagione, avevano preparato eserciti composti da una massa umana quasi mai vista nella storia delle guerre medievali. L'11 marzo, il numeroso esercito milanese si mosse verso sud-est e, attraverso la Via Emilia, si congiunse con gli alleati. A Piacenza, si coalizzò una forza di più di 20 000 uomini, molto probabilmente 30 000, guidata dal veneto Ezzelino il Balbo e dal cremonese Anselmo da Dovara: la maggioranza delle unità erano truppe a piedi o a cavallo provenienti da Milano, Brescia, Verona e dalla stessa Piacenza, tuttavia erano presenti ulteriori contingenti inviati da tutte le città guelfe; era dai tempi dei Romani che non si vedeva un esercito così numeroso raggruppato in Italia. Nonostante Cremona fosse esente dall'inviare contingenti a causa del grande aiuto che stava dando in Romagna, diversi soldati cremonesi pur di partecipare all'offensiva contro il Barbarossa si intrufolarono nell'esercito.
L'armata oltrepassò il Po e si diresse verso Alessandria, marciando lungo il corso del fiume che copriva alle truppe il fianco volto verso Pavia. Lungo l'itinerario degli eserciti cittadini, vennero mosse incursioni sul territorio dell'Oltrepò pavese; il 12 aprile, il giorno di Sabato santo, Broni e Casteggio vennero conquistate dai guelfi: le due località avevano un'elevata importanza strategica, in quanto aprivano la strada per Alessandria.
Per il Sabato santo, Federico aveva promesso ai comuni una tregua, tuttavia quando venne a sapere delle conquiste di Broni e Casteggio decise allarmato di muovere un ultimo attacco, prima dell'arrivo delle forze cittadine.
Nei giorni precedenti, i pavesi si erano affrettati a scavare un tunnel che, oltrepassando le mura, giungeva all'interno del centro abitato. Mentre dall'esterno le mura vennero poste vittoriosamente sotto bombardamento, tanto da danneggiare alcune porte e un torrione, senza tuttavia aprire una breccia, un numero consistente di soldati attraversavò il tunnel. Sbucati all'interno del centro abitato, i soldati imperiali iniziarono a combattere tra le case in un ambiente a loro ostile, fronteggiando non solo i migliori soldati alessandrini e il contingente piacentino, ma gli stessi abitanti delle città, i quali si fiondarono verso la cinta di mura cittadine, per bloccare l'afflusso di truppe all'interno della città con il lancio di pietre e legname. Gli aggressori sconfitti furono costretti a fuggire tramite il tunnel, il quale crollò facendo perdere la vita a decine di uomini che rimasero sepolti.
Subito, l'esercito alessandrino uscì dalle mura e combatté le truppe federiciane, in preda allo sbandamento. Grazie all'impiego di prodotti incendiari (realizzati con resine e pece), i difensori diedero fuoco a una torre d'assedio: l'incendio provocò la morte di alcuni balestrieri genovesi e di diversi soldati teutonici.
Senza contare i prigionieri, il bilancio di perdite imperiali era di circa 300 uomini durante l'assalto finale: Federico si ritrovò sconfitto e costretto a dar fuoco a accampamento e macchine d'assedio, abbandonando la città per dirigersi verso l'armata cittadina.
Il giorno di Pasquetta, il 14 aprile, le due armate si schierarono a battaglia nei pressi di Montebello. Nonostante gli imperiali avessero deciso di ritirarsi, i due numerosi eserciti si fronteggiarono per due giorni nella piana di Montebello. Anselmo da Dovara ed Ezzelino da Romano divisero l'esercito cittadino in quattro armate: attorno al carroccio piacentino erano presenti gli uomini provenienti da Piacenza, Parma, Modena e Reggio Emilia, attorno a quello milanese vennero posizionati milanesi e lodigiani, attorno a quello bresciano erano presenti bresciani, bergamaschi e mantovani, infine il carroccio veronese venne coperto dalle truppe di Verona, Padova, Vicenza e Treviso, perciò della Lega Veronese. L'esercito del Barbarossa, nonostante fosse meno numeroso, poteva contare su un gran numero di cavalieri pesanti teutonici; in totale, si fronteggiarono circa 50 000 uomini, 30 000 comunali e 20 000 imperiali. Tuttavia, lo scontro non avvenne e il 16 aprile avvenne un incontro tra gli ambasciatori imperiali e comunali.
Il 18 aprile, venne raggiunta una tregua. La tregua era aspirata da entrambe le parti in quanto l'esercito imperiale era logorato dall'assedio di Alessandria, mentre l'esercito cittadino finalmente era riuscito a scendere a patti con l'Imperatore. Infatti, i comuni riuscirono ad arrivare ad una trattativa con il Barbarossa per ripristinare i diritti imperiali al tempo di Enrico V: i comuni avevano il diritto di eleggere i propri consoli, allearsi fra loro, costruire fortificazioni e opporsi al sovrano in caso di violazione dei patti; l'imperatore avrebbe potuto riscuotere le tasse quando fosse stato in Italia, esigere contingenti militari e ottenere il giuramento di fedeltà dai cittadini dei comuni.
Tuttavia, la trattative per la pace fallirono in quanto l'Imperatore non voleva accettare le condizioni di base e, accogliendo ulteriori richieste da Federico, il fronte cittadino avrebbe rischiato di sgretolarsi.

#### La ripresa del conflitto
In autunno, oramai le possibilità di trovare una pace erano pari a zero. Durante la stagione si susseguirono incursioni da entrambi gli schieramenti in attesa della primavera: l'imperatore non voleva imbattersi in un nuovo assedio invernale. Nel mese di novembre, Federico aveva affidato al vescovo Filippo di Colonia un compito molto importante: mobilitare tutte forze disponibili, il 1176 sarebbe stato un nuovo anno di guerra.
Nel frattempo, dopo aver sconfitto i bolognesi, Cristiano di Magonza si diresse nel Meridione, col compito di attaccare il Regno di Sicilia e con la finalità di interrompere il sostegno normanno verso i comuni. La sua spedizione si concretizzò con l'assedio del Castello di Celle di Carsoli, che costrinse Guglielmo II a inviare un esercito che il 15 marzo si scontrò con Cristiano nella battaglia di Carsoli, vinta dalle forze imperiali. Il messaggio era chiaro: nel caso di una vittoria nel settentrione, nulla avrebbe impedito all'esercito imperiale di dilagare pure nello Stato Pontificio e nel Regno di Sicilia.
Ai primi di aprile, il contingente teutonico guidato dagli arcivescovi di Colonia e Magonza era pronto a raggiungere la penisola. L'esercito di soccorso e l'esercito disceso due anni prima si ricongiunsero nella valle del Blenio (a nord di Bellinzona), per poi unirsi a Como, tornata ghibellina, alla cavalleria locale. Mentre nella città lariana era avvenuta l'unione delle forze, gli eserciti cittadini avevano appena avviato la mobilitazione verso Milano, dalla quale avrebbero potuto attaccare gli imperiali.

#### La battaglia di Legnano
Il 28 maggio, mentre le forze congiunte imperiali e comasche si diressero verso Pavia per ricongiungersi con le altre forze presenti in città, l'esercito ambrosiano si mosse verso nord, accampandosi a fine giornata a Legnano.
Mentre l'esercito imperiale poteva contare su 3 000 cavalieri, una forza che nessun principe europeo avrebbe potuto schierare, quello comunale vantava 15 000 uomini, dei quali almeno 2 000 erano cavalieri, per la maggior parte milanesi. Si contrapponevano due eserciti completamente differenti: mentre quello imperiale era unicamente composto dalla cavalleria, in quello della Lega fanteria e cavalleria erano in coesione tra loro, come a rispecchiare due modelli non solo militari ma pure sociali quasi opposti tra loro.
Il giorno seguente, mentre le truppe imperiali stavano continuando la discesa verso sud, i milanesi e i loro alleati si disposero nella distesa a due chilometri a est di Legnano, a nord del villaggio di Borsano, posti in un punto in cui passava la strada per Magenta; nel luogo più alto dell'area venne disposto il carroccio, con il fine di costituire un punto di riferimento per l'esercito cittadino. La zona era caratterizzata da boschi, vigneti e canali, tanto che almeno uno dei fianchi dello schieramento comunale era coperto da un canale.
Il primo scontro avvenne quando una forza di 700 cavalieri, milanesi e bresciani, in avanscoperta sorpresero 300 cavalieri teutonici, i quali si ritirarono cautamente lasciandosi seguire dai comunali che finirono in balia del resto dello schieramento imperiale, finendo per fuggire disordinatamente verso Milano e lasciare la battaglia. A questo punto, Federico decise di prendere l'iniziativa e attaccare lo schieramento cittadino - nonostante la forza comunale fosse quasi il quadruplo di quella teutonica - in quanto in caso di ripiegamento si sarebbe ritrovato intrappolato a Como.
Il Barbarossa si ritrovò costretto a sfondare: la presenza di almeno un canale a coprire i fianchi dello schieramento nemico e la conformazione del territorio rendevano impossibile un aggiramento. I fanti erano così avvantaggiati in quanto muniti di lance, che rendevano impossibile un attacco frontale da parte della cavalleria.
La cavalleria imperiale attaccò così a scaglioni con la speranza di portare allo sbandamento i fanti e disperderli per poi massacrarli, vanificando la loro compattezza iniziale; nonostante tutto la fanteria non si sbandò: giocò un ruolo fondamentale la coesione che avevano tra loro i soldati comunali, raggruppati tra loro in base alle parrocchie di appartenenza tanto da combattere a fianco di parenti e vicini. Mentre i teutonici si stavano preparando per il contrattacco della fanteria nemica, la cavalleria comunale si era riorganizzata, tanto che riuscì a colpire sul fianco sinistro lo schieramento imperiale e a costringerlo a difendersi da un duplice attacco. Durante lo scontro, Federico, dopo la morte del suo cavallo, cadde a terra stordito dal colpo subito.
Gli imperiali si ritrovarono in un combattimento corpo a corpo, sfiniti dalla battaglia che perdurava da sei ore, con il sole cocente che batteva sull'armatura, e, privi di un punto di riferimento, si sbandarono definitivamente. Molti cavalieri tentarono e riuscirono la traversata del Ticino, lasciandosi alle spalle il fiume, altri no, affogandovi o finendo sotto i colpi di spada o di lancia dei vincitori, mentre altri ancora si arresero. Grazie alla confusione, l'Imperatore riuscì a riprendersi e a fuggire verso Como, mentre gli arcivescovi di Colonia e Magonza riuscirono a dirigersi verso Pavia. Tuttavia, il Barbarossa si ritrovò costretto ad abbandonare la città lariana e, di nascosto, attraversò il territorio milanese giungendo anch'egli a Pavia.
Nelle mani dei comunali, che avevano ottenuto una vittoria decisiva, caddero non solo centinaia di prigionieri e somari, ma perfino l'intera carovana dei bagagli imperiali, rifornimenti, oggetti preziosi, tende e materiali da campo.

#### Le trattative di pace: la fine del conflitto
Vinti gli imperiali a Legnano, i milanesi mossero verso Pavia che, tuttavia, alla fine non venne assediata in quanto i comuni preferirono puntare sulle trattative di pace, avendo una posizione di forza.
Oramai il Barbarossa non avrebbe più potuto muovere spedizioni in Italia, in quanto dopo i fallimenti del 1175-1176 avrebbe faticato a raccogliere uomini in Germania: decise così di scendere a patti.
L'imperatore non era più avvantaggiato e, anzi, vestiva le vesti di sconfitto, tanto che il 24 luglio 1177 firmò la tregua di Venezia, della durata di sei anni, con i comuni, mentre procedevano le trattative.
Il 25 giugno 1183 si arrivò alla Pace di Costanza. Sotto forma di privilegio, i comuni ottennero il diritto di fortificare autonomamente i centri urbani e di costruire fortificazioni nel contado, mentre le regalie vennero attribuite quasi totalmente alle città. La Lega venne riconosciuta, ricevendo il compito di tutelare la tranquillità e la concordanza dei suoi membri. Nonostante il sistema di governo imperiale fosse stato salvato, le sue competenze vennero notevolmente ridotte e la giurisdizione cittadina tornò entro le mura civiche; inoltre il sistema fiscale istituito dal Barbarossa negli anni sessanta venne smantellato.

### Le origini del secondo conflitto
ora onorata, essa e i suoi consorti:
o Buondelmonte quanto mal fuggisti
le nozze sue per li altrui conforti!
Molti sarebber lieti che son tristi,
se Dio t'avesse conceduto ad Ema

la prima volta ch'a città venisti.
Ma convenìesi a quella pietra scema
che guarda 'l ponte, che Fiorenza fesse

vittima nella sua pace postrema.»
(Dante, Divina Commedia, canto XVI del Paradiso, 136-147)

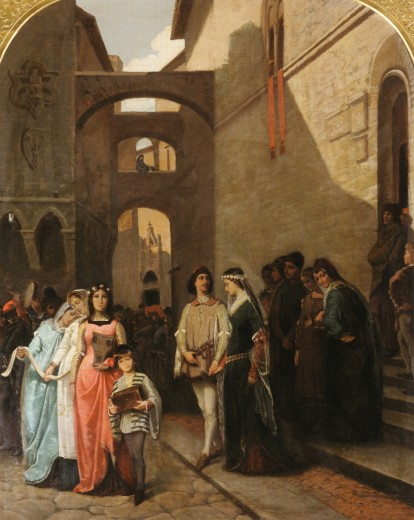
Matrimonio medievale - le nozze di Buondelmonte, olio su tela di Saverio Altamura, 1858-1860 ca.

Il conflitto "fazioso" sarebbe stato innescato da una faida, convenzionalmente nota come "Convito" del 1216, tra alcune famiglie dell'aristocrazia fiorentina, specialmente Buondelmonti, Amidei e Fifanti. Il racconto ci è stato tramandato da vari autori, tra i quali Dante Alighieri, Giovanni Villani e Dino Compagni. Un litigio privato tra due consorterie, ovvero due gruppi di nobili legati da parentele e relazioni di clientela, acquisì la dimensione di un vero e proprio conflitto politico e militare. Un matrimonio, previsto originariamente per ravvicinare due famiglie rivali, i Fifanti-Amidei ed i Buondelmonti, andò a monte: lo sposo, Buondelmonte de' Buondelmonti, rifiutò la donna a lui promessa, figlia di Lambertuccio Amidei, e preferì contrarre un'altra alleanza matrimoniale. Lo scontro familiare finì col coinvolgere tutta la società nobile fiorentina. Gli Amidei decisero di vendicare l'affronto subito e il giorno di Pasqua del 1216, insieme ad alcuni alleati, attesero il passaggio di Buondelmonte in una zona non lontana da Ponte Vecchio (probabilmente l'attuale Por Santa Maria) per assalirlo ed ucciderlo.
Con gli Amidei si coalizzarono, quindi, gli Uberti e i Lamberti, che avevano tutti le proprie abitazioni nella zona posta tra il Ponte Vecchio e piazza della Signoria; contro di loro si unirono i Buondelmonti, i Pazzi e i Donati, che gravitavano tra via del Corso e Porta San Piero. La forte fedeltà degli Uberti all'imperatore fece sì che i due schieramenti cittadini si raccordarono a quelli sovracittadini delle contese tra papato e impero, anche se in realtà in origine il termine "guelfo" significava semplicemente "anti-ghibellino", indipendentemente dall'appoggio al papato.
L'omicidio di Buondelmonte è considerato un evento molto importante della storia medioevale di Firenze. Fu uno degli avvenimenti che letterati e storici dell'epoca riportarono maggiormente, poiché avrebbe rappresentato il pretesto iniziale delle lotte tra Guelfi e Ghibellini. La discordia tra fazioni portò sangue e distruzione, caratterizzando uno dei periodi più difficili della città del giglio.

### Prime lotte civili
Nei primi decenni del Duecento, i ghibellini erano protetti dall'imperatore Federico II, mentre per i guelfi la tutela politica era meno definita. I ghibellini fiorentini misero a segno una prima vittoria con la cacciata, nel giugno del 1238, di Rubaconte da Mandello, il podestà lombardo, che si era acquistato tante benemerenze e che aveva fatto costruire il terzo ponte fiorentino, chiamato ponte di Rubaconte. Nonostante ciò, i guelfi non abbandonarono la lotta e combatterono tra torre e torre. In questo clima di terrore e prepotenza, nel quale i ghibellini avevano quasi sempre la meglio, giunse come un fulmine la notizia della scomunica lanciata da Gregorio IX contro Federico II, la domenica delle Palme del 1239.

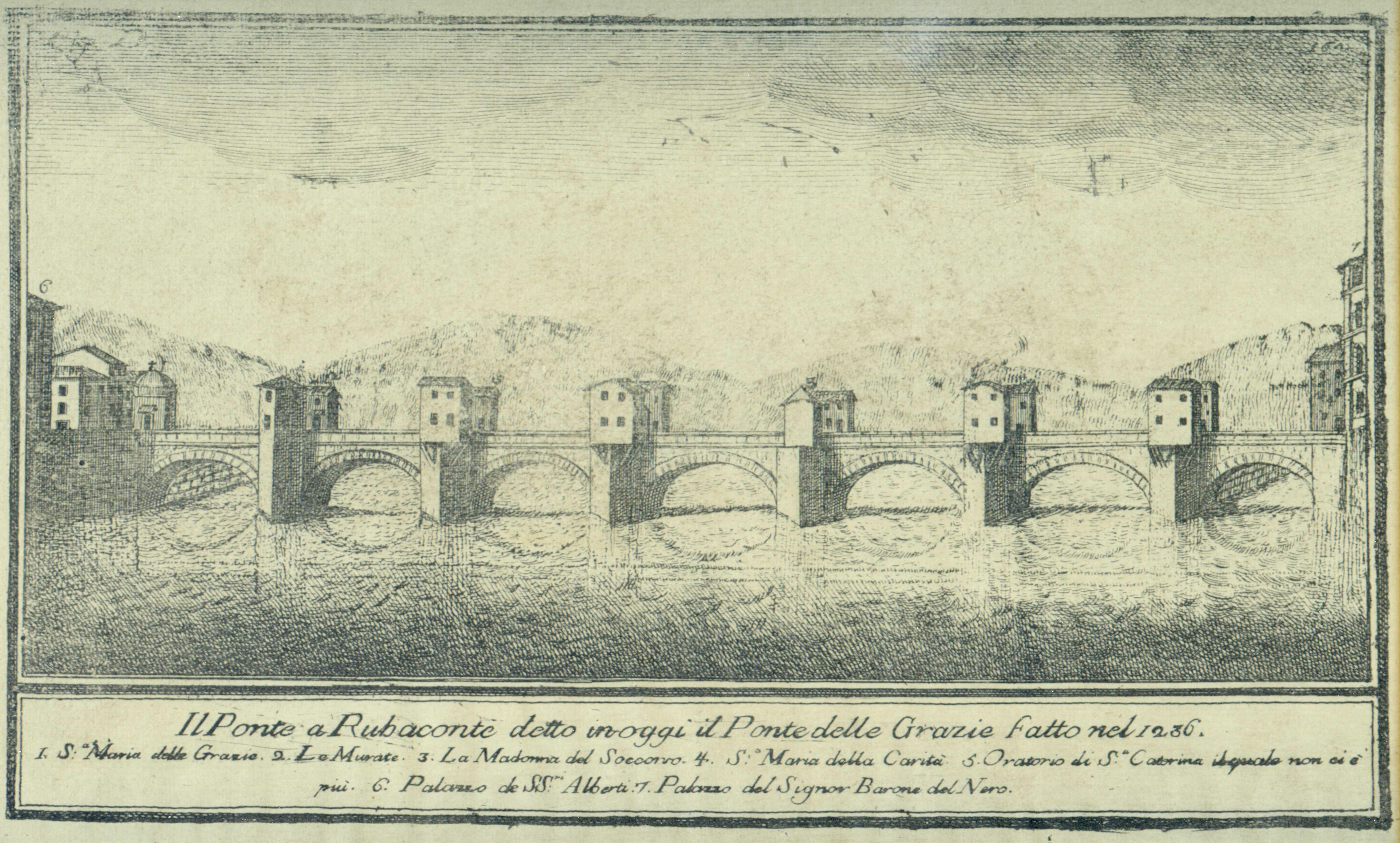
Ponte a Rubaconte (XVII secolo)
attuale Ponte alle Grazie

I due partiti si distinsero nettamente: i ghibellini, dietro lo scomunicato Federico II; i guelfi, dietro lo scomunicante Gregorio IX. Poiché i guelfi di Firenze non potevano contenere le forze ghibelline, sempre più forti grazie all'aiuto degli imperiali, fu deciso l'esodo, in volontario esilio, dei partigiani del papa. Fu così che nei giorni della Pasqua 1239, i più irriducibili guelfi abbandonarono le case-torri, uscendo dalla città e accampandosi come un esercito nemico sopra Signa, nei pressi di Gangalandi e di Castagnolo. Ma prima che si fossero fortificati e ordinati in un forte campo trincerato, i ghibellini, con l'ausilio di truppe imperiali, furono loro addosso e li dispersero. Molti rientrarono in città per salvare il salvabile; altri fuggirono. Dopo la loro prima vittoria, i ghibellini si mostrarono blandamente tolleranti: non si ha notizia di vendette efferate né di spietate rappresaglie. Forse nella speranza che il loro governo raggiungesse una certa stabilità e durata, cercarono di attrarre dalla loro parte la cittadinanza non schierata, compreso qualche Guelfo.

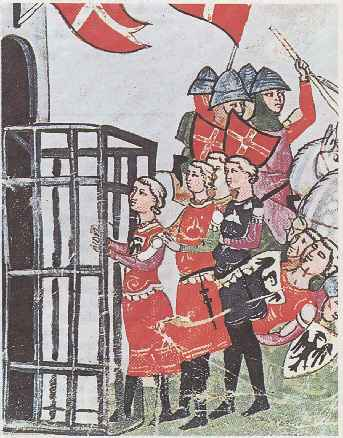
Re Enzo scortato dalle truppe bolognesi all'interno delle mura cittadine (XIII sec.)

Le lotte civili dentro le mura tuttavia non cessarono, anche in relazione alle guerre di Firenze contro le due città sue rivali: Pisa e Siena. Coi pisani, i fiorentini avevano avuto a che fare anche a Roma, nel 1220, in occasione dell'incoronazione di Federico II. I contrasti successivi con Pisa del 1220-1222 si conclusero con la sconfitta dei Pisani a Castel del Bosco. Più lunga e accanita fu invece la guerra contro Siena, cominciata dieci anni dopo, durante la quale i fiorentini catapultarono, con molti proiettili di pietra, carogne d'asini dentro le mura della città nemica in segno di grande disprezzo. Tanto il papa quanto l'Imperatore avrebbero voluto che la guerra contro Siena cessasse, ma i Fiorentini non ascoltarono né l'uno né l'altro. La guerra esterna aveva il merito di far sospendere momentaneamente le lotte di parte.
Nel 1246 Federico II, approfittando del successo dei ghibellini di Firenze, aveva nominato podestà della città suo figlio naturale, Federico d'Antiochia. Costui non risiedette stabilmente a Firenze ma si fece rappresentare dai suoi legati, i quali, naturalmente, favorirono la parte dei ghibellini, di fatto padroni della città. Nel 1248 i guelfi credettero di poter risollevare la testa, con Bologna che tendeva loro la mano attraverso l'Appennino. Si sperò di poter ribaltare la situazione con una rivolta e, rotti gli indugi, le torri ghibelline furono assalite da ogni lato. Firenze divenne teatro di devastanti lotte intestine e le notizie che giungevano dalle rive dell'Arno preoccuparono anche il papa. I ghibellini resistettero, rigettando dai loro "torrazzi" gli assalti dei guelfi. Ai piedi della torre di Scarafaggio, presso San Pancrazio, cadde il capo del partito guelfo, Rustico Marignolli. Intanto, Federico d'Antiochia, richiamato dal tumulto della sua città, raccolse uomini armati nel castello di Prato per accorrere in aiuto dei ghibellini asserragliati nelle loro torri. Alla testa di 1 600 cavalieri si presentò alle porte e i ghibellini, incoraggiati dalla sua presenza, uscirono al contrattacco.
I guelfi resistettero per due giorni ma, nella notte della Candelora, il 2 febbraio del 1248, dopo aver seppellito il corpo del loro capo Rustico Marignolli nella chiesa di San Lorenzo, deliberarono d'uscire dalla città. Presero la via dell'esilio, riparando nei castelli guelfi di Capraia, di Pelago, di Ristonchi e di Montevarchi, giungendo anche a Lucca, dove però non furono accolti con entusiasmo. L'ombra di Federico si stendeva minacciosa sulla Toscana e tutti temevano rappresaglie e vendette. Federico d'Antiochia ordinò al suo seguito di radere al suolo le torri appartenenti ai guelfi fuggiaschi.
Il predominio dei ghibellini in Firenze non durò a lungo. Con la sconfitta di Fossalta (1249), nella quale re Enzo, figlio di Federico II, cadde prigioniero dei Bolognesi, la forza dell'Impero cominciò a calare anche in Toscana. I ghibellini di Firenze, dopo l'esodo dei loro rivali guelfi, avevano sperato di snidare i fuggiaschi dai castelli dove si erano rifugiati, ma le loro spedizioni furono vane. La situazione peggiorò e presso Figline furono rigettati e costretti ad abbandonare il Castello d'Ostina. Rientrando in città, trovarono la cittadinanza in rivolta: mercanti e borghesi erano stanchi delle lotte che turbavano gli interessi cittadini causando nuovi gravami fiscali.

Lo stemma di Firenze prima del 1251

Lo stemma di Firenze dopo il 1251

### Il "Primo Popolo"
Trentasei cittadini, né Guelfi né Ghibellini, sei per sestiere, col favore di tutta la popolazione, si riunirono perciò nelle torri di Marignolli e degli Anchioni, presso San Lorenzo, per dare alla città un nuovo governo. Il 20 ottobre 1250 si stabilì l'ordinamento politico detto del "Primo Popolo". La caratteristica della costituzione consisteva in una doppia magistratura costituita dal Podestà e dalla nuova figura del Capitano del Popolo, assistito da dodici Anziani. Era evidente l'intento di porre sotto il controllo popolare l'autorità podestarile, che in quel momento era tendenzialmente ghibellina. Per dare al Capitano una forza effettiva rispetto all'autorità podestarile, tutta la cittadinanza venne ordinata militarmente, fu cioè posta "sotto i gonfaloni".
In mezzo e al di sopra di questi gonfaloni, stava quello del Capitano del Popolo che portava i colori del Comune, a due strisce, bianca e rossa. Lo stemma della città era stato fino ad allora un giglio bianco in campo vermiglio. Non potendo mutare quel simbolo, il nuovo governo ne invertì i colori, come avevano già fatto i Guelfi, e si ebbe, da allora, non più un emblema di parte, ma uno stemma comune dei fiorentini, il giglio rosso in campo bianco. La lotta tra Guelfi e Ghibellini fu raffigurata simbolicamente con un'aquila, insegna dell'Impero, che artigliava un leone e da un leone, animale araldico avversario dell'aquila, che sbranava un'aquila.
Federico II morì proprio nell'anno in cui a Firenze si costituì il Primo Popolo (1250) e la sua morte contribuì indubbiamente a rafforzare il partito guelfo. I Guelfi esiliati e banditi rientrarono in città e ripresero le loro azioni, sostenuti dal Capitano del Popolo e, in questa circostanza, anche dal Podestà, Uberto di Mandello, guelfo, figlio di quel Rubaconte costruttore del terzo ponte fiorentino. Ben presto le sorti s'invertirono e nell'agosto del 1251 furono i ghibellini a uscire dalle porte, in volontario esilio. I ghibellini fuggiaschi dovettero riparare nei Castelli di Romena e di Montevarchi, vicini ad Arezzo.

### La battaglia di Montaperti

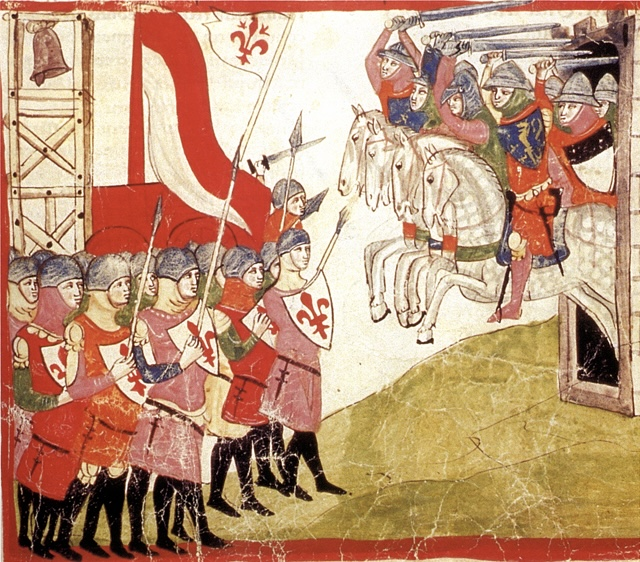
Battaglia di Montaperti
G. Villani, XIV sec.

Nel 1251 i Senesi si legarono ai ghibellini di Firenze con un patto di reciproca assistenza. Nella guerra del 1255 Siena ebbe la peggio e fu costretta a sottoscrivere l'impegno di non ospitare alcun esiliato proveniente dalle città di Firenze, Montepulciano e Montalcino. Tuttavia, nel 1258, Siena accolse i ghibellini fuggiaschi da Firenze, rompendo così i patti giurati: questo episodio viene considerato il casus belli del successivo scontro.
Ovviamente, gli interessi delle due città erano da tempo in conflitto, sia per questioni economiche sia per l'egemonia sul territorio. Nella prima metà del XIII secolo, i confini fiorentini, infatti, si spingevano a sud fino a pochi chilometri da Siena. La rivalità economica si traduceva anche in una rivalità politica. A Firenze avevano la supremazia i Guelfi, che sostenevano il primato papale, mentre a Siena il partito predominante era quello ghibellino, alleato del re di Sicilia Manfredi di Svevia, figlio naturale di Federico II, e del potere imperiale, in quel momento vacante.
Un'ambasceria di fuoriusciti ghibellini, con a capo Manente detto Farinata degli Uberti, si recò in Puglia da Manfredi per chiedere rinforzi. Ottenne solo 100 cavalieri tedeschi  – comandati dal vicario regio, il conte Giordano d'Agliano – pur avendone richiesti più di 1 000. L'idea era che, una volta coinvolto Manfredi nello scontro, questi sarebbe stato costretto a inviare ulteriori rinforzi.
La battaglia fu combattuta a Montaperti, pochi chilometri a sud-est di Siena, il 4 settembre 1260, tra le truppe ghibelline capeggiate da Siena e quelle guelfe guidate da Firenze.
La lega guelfa comprendeva, oltre a Firenze, Bologna, Prato, Lucca, Orvieto, Perugia, San Gimignano, San Miniato, Volterra e Colle Val d'Elsa. L'esercito guelfo si mosse verso Siena, con la giustificazione della necessità di riconquistare Montepulciano e Montalcino. Per quanto consigliati altrimenti da Tegghiaio Aldobrandi degli Adimari, i comandanti fecero passare l'esercito vicino alle porte di Siena e si accamparono nelle vicinanze del fiume Arbia, a Montaperti, il 2 settembre 1260.

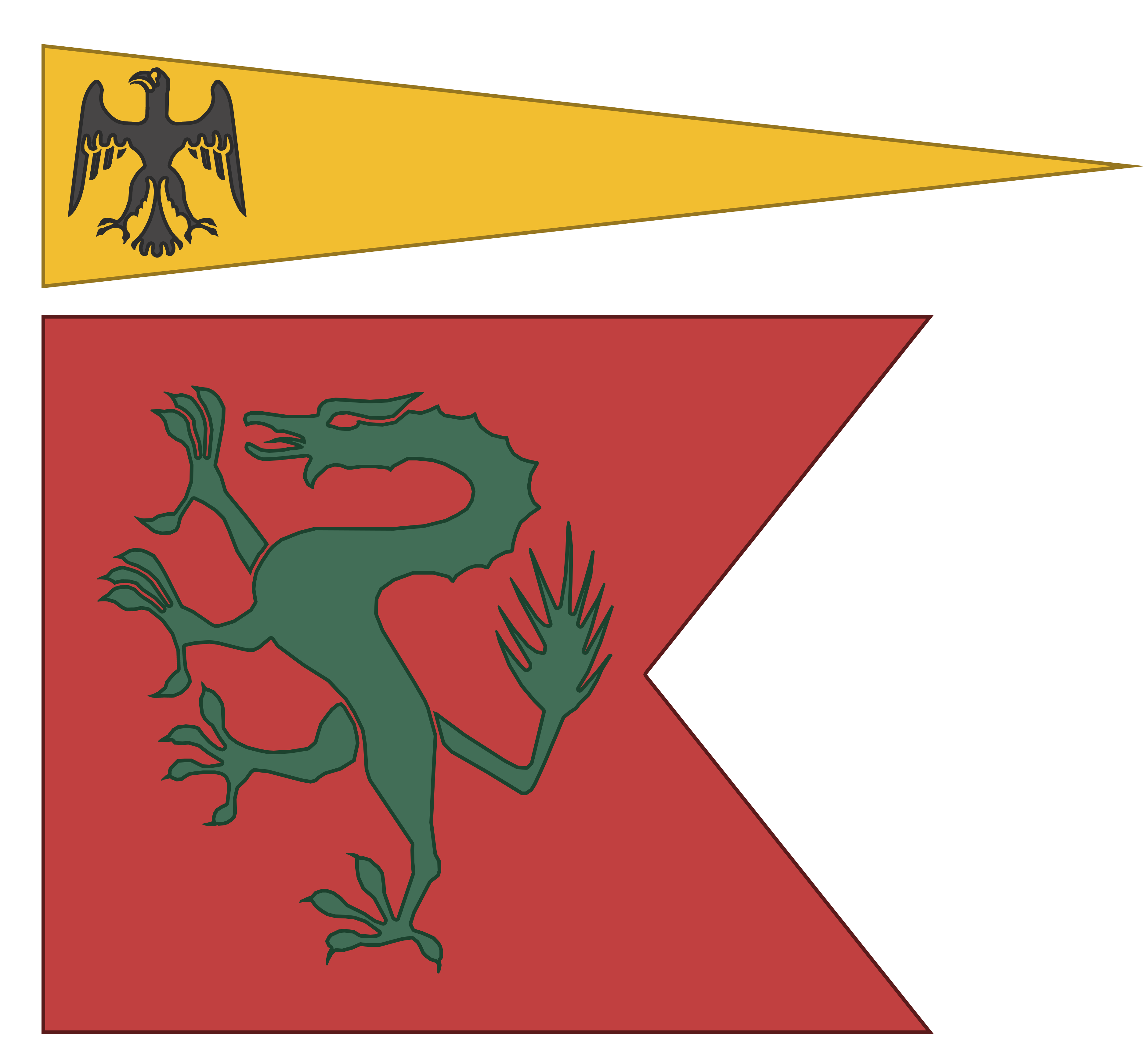
Insegne del libero Comune di Terni portate a Montaperti.

Le forze ghibelline ammontavano a 20 000 unità, composte da 8 000 fanti senesi, 3 000 pisani, 2 000 fanti e 800 cavalieri germanici di re Manfredi di Sicilia. A loro, si aggiunse la storica e più accanita città ghibellina umbra: Terni, premiata vent'anni prima da Federico II con l'aquila nera in campo oro nel proprio gonfalone cittadino: «...per la fedeltà e la gagliardia dei suoi uomini...». La città era comandata da un'antica, solida e orgogliosa aristocrazia di origine germanica, rappresentata dalla famiglia Castelli in primis, discendente dei principi franchi di Terni, ma anche da quella dei Camporeali e dei Cittadini. Oltre Terni, si aggiungevano altre città e fazioni toscane: i fuorusciti fiorentini, Asciano, Santafiora e Poggibonsi.
La mattina del 4 settembre l'esercito ghibellino, superato il fiume Arbia, si preparò alla battaglia. A determinare la disfatta dei Fiorentini fu il tradimento dei Ghibellini che si erano infiltrati nella cavalleria e avevano avuto coi fuoriusciti segrete intese. Bocca degli Abati, appena i Senesi attaccarono i Fiorentini, con un colpo di spada tagliò la mano a Jacopo de' Pazzi, reggente l'insegna di Firenze: fu il segnale del tradimento. Gli altri Ghibellini, che si trovavano tra le file della cavalleria fiorentina, strappandosi le rosse croci guelfe, le sostituirono con quelle bianche ghibelline e si volsero a ferire i loro stessi commilitoni. I Fiorentini furono poi attaccati alle spalle dalla cavalleria tedesca e il comandante generale Iacopino Rangoni da Modena fu ucciso; l'episodio causò l'inizio della rotta dei guelfi fiorentini. 
I Ghibellini si lanciarono all'inseguimento e iniziarono "lo strazio e 'l grande scempio che fece l'Arbia colorata in rosso" durato fino all'arrivo della notte. Si calcola che le perdite rasentarono i 10 000 morti e 15 000 prigionieri in campo guelfo (solo i fiorentini ebbero 2 500 caduti e 1 500 furono catturati) a fronte di 600 morti e 400 feriti in campo ghibellino.
La notizia della disfatta di Montaperti del 4 settembre 1260 si diffuse ovunque molto velocemente. I ghibellini rimasti nascosti a Firenze si sollevarono abbattendo i gigli rossi e il Leone, simbolo della potenza guelfa.
I guelfi rimasti in città non opposero resistenza contro l'esercito ghibellino, che certamente si sarebbe rovesciato su Firenze. Essi videro scampo solo nella fuga, timorosi non tanto dei nemici esterni, quanto degli avversari interni. Il 13 settembre del 1260 i guelfi fiorentini abbandonarono la loro città e si rifugiarono a Bologna e a Lucca.

#### Congresso di Empoli

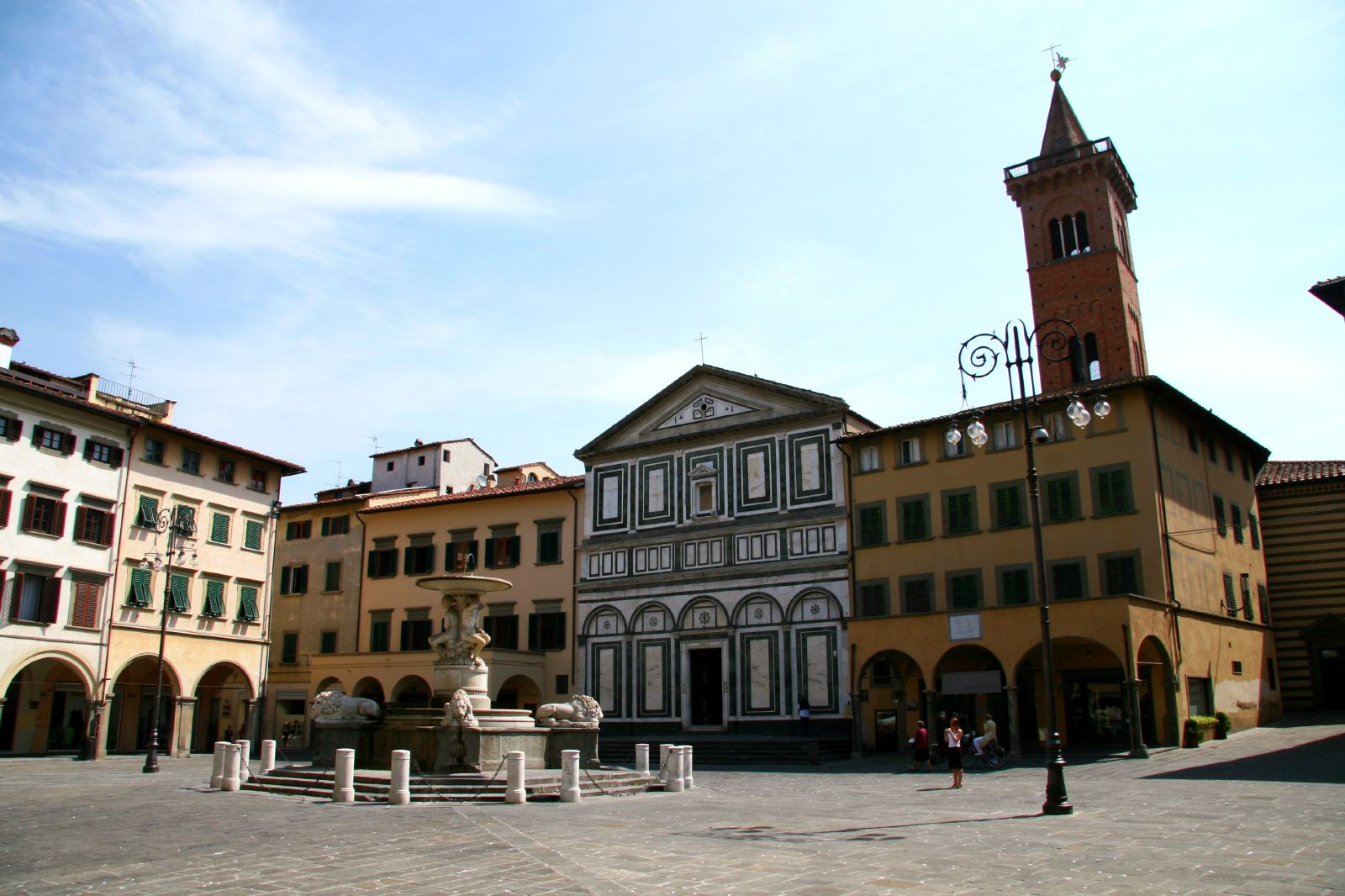
Piazza Farinata degli Uberti
(detta anche Piazza dei leoni)

Alla fine dello stesso mese fu convocata a Empoli una dieta delle città e dei signori della Toscana di parte ghibellina per discutere come rafforzare il ghibellinismo toscano e consolidare nella regione l'autorità del re. Ad Empoli, il Vicario generale, conte Giordano di Agliano, si fece portavoce nel consiglio della volontà del re: Firenze doveva essere cancellata dalla faccia della terra. Molti capi ghibellini, chi per odio verso Firenze, chi per compiacenza verso Manfredi, acconsentirono al progetto. Alla base di una simile scelta si possono con facilità individuare ben precise ragioni politiche ed economiche: per Manfredi ed altre città toscane si trattava di eliminare il centro che fino ad allora si era opposto più fermamente allo sviluppo del dominio ghibellino e che deteneva una posizione strategica al centro della penisola. 
Da anni Firenze sfidava impunemente l'autorità regia e tra i molti episodi di tale sfida, non certo solo militare, si segnalava la coniatura del fiorino d'oro, autentica usurpazione di un privilegio fino ad allora esclusivamente imperiale. È dunque comprensibile come Manfredi scrivesse, congratulandosi, ai vittoriosi senesi: “E non basti a voi ed ai vostri discendenti che Firenze sia deflorata del fiore della sua giovinezza, la spada vincitrice non si fermi se non quando il fuoco da essa scaturito non distrugga ed annichilisca, affinché non possa più avvenire che risorga”.

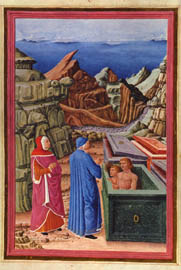
L'incontro di Dante con Farinata degli Uberti in una miniatura del 1478 ca.(Biblioteca Apostolica Vaticana cod. Urbinate lat. 365)

Per Siena distruggere Firenze significava eliminare per sempre quella che già era, ed ancor più sarebbe divenuta in futuro, l'odiata egemone della regione. Solo la ferma opposizione dei ghibellini fiorentini salvò Firenze. Farinata degli Uberti chiese e ottenne la parola come capo dei ghibellini di Firenze. Egli avrebbe protetto, contro tutti, la propria città. La coraggiosa presa di posizione di Farinata salvò Firenze dalla totale distruzione e a lui fruttò l'ammirazione di tutti i cittadini, compresi i Guelfi. I cronisti dell'epoca, i versi di Dante e la tradizione storiografica indicano concordi in Farinata degli Uberti colui che "solo", "a viso aperto", difese Firenze dalla rovina certa. 
La battaglia di Montaperti fu decisiva per la nascita dell'“animo” guelfo: « [...] il popolo di Firenze ch'era più guelfo che ghibellino d'animo per lo danno ricevuto, chi di padre, chi di figliuolo, e chi di fratelli alla sconfitta di Monte Aperti [...] ».
Tra il 1260 e il 1266, tra la battaglia di Montaperti e quella di Benevento, si crearono in effetti a Firenze le premesse per la formazione di un'identità guelfa. Nell'aprile del 1267 i Guelfi rientrano in città e, assieme a Carlo d'Angiò, iniziarono a giocare un ruolo da protagonisti nel governo della città.
Intanto, il 27 settembre 1260, i ghibellini vittoriosi di Montaperti avevano fatto il loro ingresso trionfale da Porta di Piazza e i Guelfi non attesero neppure di vederli spuntare dalla salita di San Gaggio. Si insediarono al governo della città e a tutti i cittadini fu fatta giurare fedeltà al re Manfredi. I ghibellini, dopo la partenza dei Guelfi, fecero quello che avevano fatto i Guelfi dieci anni prima, cioè abbatterono le case e le torri dei loro avversari. 103 palazzi, 580 case e 85 torri furono completamente rase al suolo; 2 palazzi, 16 case e 4 torri furono demoliti in parte. E poi mulini e tiratoi in città, castelli e corti nel contado. E insieme con le case e con le torri, venne demolita la costituzione del Primo Popolo: fu abbattuta l'insegna e l'autorità del Capitano del Popolo, fu abolito il Consiglio degli Anziani, furono dispersi i Buonomini. Il Podestà, di nomina imperiale, venne reintegrato in tutte le sue prerogative e nella piena autorità di primo magistrato cittadino. Alla carica di podestà fu eletto il conte Guido Novello, che aveva comandato l'esercito ghibellino nella battaglia di Montaperti.
Il governo guelfo, detto del Primo Popolo, era durato dieci anni, dal 1250 al 1260, sconfitto a Montaperti anche per volontà di Manfredi; quello ghibellino durò sei anni, dal 1260 al 1266, cadendo a Benevento sotto i colpi di re Carlo d'Angiò.

### La battaglia di Benevento e i tre gruppi politici

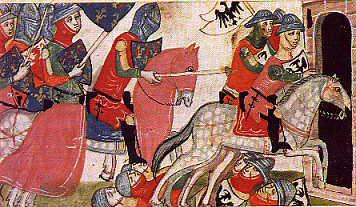
La battaglia di Benevento, miniatura della Nuova Cronica di Giovanni Villani

La battaglia di Benevento fu combattuta il 26 febbraio 1266 fra le truppe guelfe di Carlo d'Angiò e quelle ghibelline di Manfredi di Sicilia. La sconfitta e la morte di quest'ultimo portarono alla conquista angioina del Regno di Sicilia, culminata con l'assedio della roccaforte islamica di Lucera nel 1269.
Nel 1267 finì per sempre la dominazione del partito ghibellino a Firenze e la fortuna politica di quelle grandi famiglie che con esso si erano identificate. Tre gruppi politici, dunque, si contesero in questi mesi il dominio del più importante centro della Toscana: i ghibellini, che tentarono a tutti i costi di mantenere il potere, fidando anche sul notevole deterrente costituito dal forte nucleo di cavalieri tedeschi al soldo del conte; il Popolo, che si trovò insperatamente in una posizione di privilegio, dal momento che, al contrario dei Guelfi, molti dei suoi membri più in vista erano rimasti in città e avevano più immediate possibilità di tornare alla guida del Comune, sfruttando lo stato di insicurezza e di crisi dei ghibellini; i Guelfi, infine, sebbene in esilio, potevano contare sull'appoggio del papa Clemente IV e si aspettavano un aiuto militare da parte di Carlo d'Angiò, non appena questi avesse consolidato la conquista dell'Italia meridionale.
I primi a muoversi furono i ghibellini che, in un Consiglio unanime, pochi giorni dopo Benevento, decisero di inviare quattro ambasciatori al papa per cercare di annullare le scomuniche che da anni gravavano sul Comune. Dal canto suo Clemente IV, dotato di notevole accortezza politica, non disdegnò questo atto di sottomissione preventivo: avrebbe certamente preferito cacciare i ghibellini da Firenze e dalle altre città della Toscana, ma al momento non aveva forze militari disponibili, poiché non poteva contare sull'aiuto dell'Angioino, ancora impegnato nel Sud. Egli volle innanzitutto che l'ubbidienza dei Fiorentini fosse garantita pecuniariamente da sessanta mercanti. Un'altra garanzia, ben più precisa politicamente, venne inoltre richiesta. L'assoluzione definitiva fu subordinata, infatti, alla riconciliazione delle autorità fiorentine con i Guelfi esiliati: se alla data del 16 maggio, giorno di Pentecoste, la pace non fosse stata conclusa, sarebbe stato lo stesso pontefice a fissarne le condizioni.
Sembrava dunque tutto risolto, ma i contrasti erano ben lungi dall'essere appianati: i ghibellini, nonostante le minacce papali, rimandavano di mese in mese la pacificazione con i Guelfi e si rifiutavano di licenziare i cavalieri tedeschi mal visti dal papa. Clemente IV, dal canto suo, andava a rilento nell'assolvere i ghibellini più potenti e pericolosi. Si instaurò così, nella scena politica fiorentina, una sorta di gioco delle parti nel quale ogni attore, fosse il papa, i ghibellini o il Popolo, cercò di mantenere o di riconquistare il dominio della città. Fu una situazione di precario equilibrio che si protrasse ad alterne vicende fino all'11 novembre 1266, quando una mossa avventata eliminò definitivamente i ghibellini.
Si suppone che dopo la battaglia di Benevento si creò a Firenze una sorta di alleanza tra il popolo e i ghibellini, attraverso la quale il primo tendeva a riconquistare i privilegi perduti nel 1260 e gli altri, venuto a mancare il principale sostenitore esterno, cercavano nuovi accordi interni per evitare, o almeno rimandare il più possibile, il ritorno dei guelfi. In virtù di questa alleanza, i ghibellini riuscirono a resistere alle imposizioni del papa, trattenendo in città i cavalieri germanici e lasciando confinati i guelfi. Come contropartita, il Popolo richiese probabilmente la restaurazione del Consolato delle Arti e di tutti i diritti connessi, cioè tutte quelle prerogative che i ghibellini avevano abolito nei sei anni precedenti ed ora furono costretti a ripristinare.

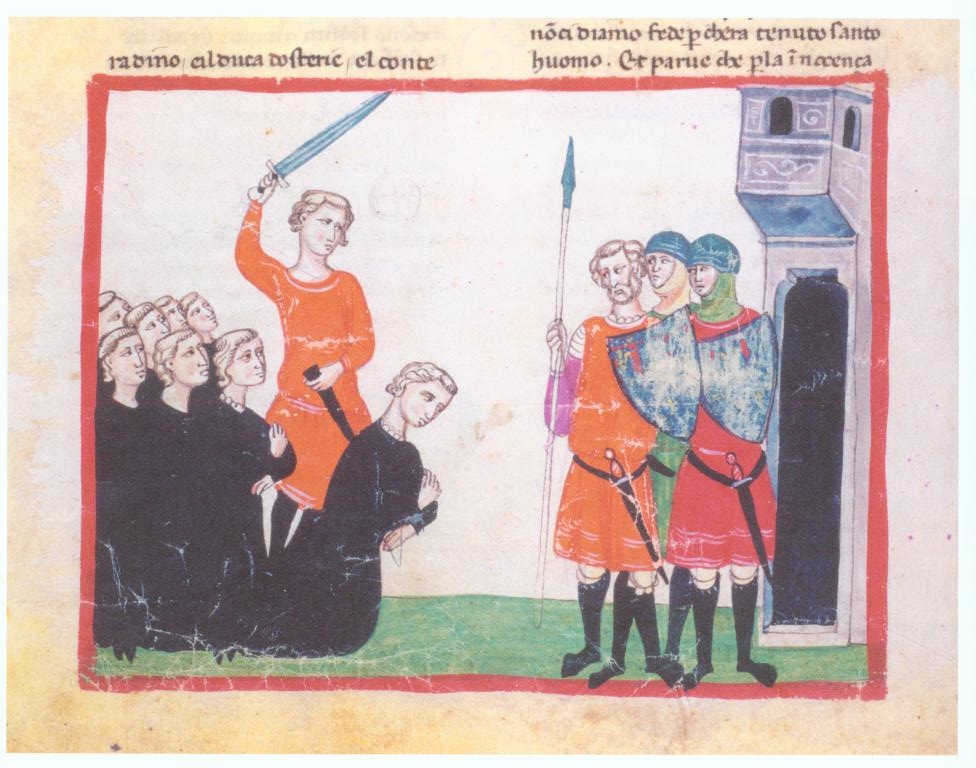
Decapitazione di Corradino
(G. Villani)

Il tumulto dell'11 novembre 1266 (in cui, a seguito di un moto popolare, Guido Novello con una schiera di cavalieri, molti dei quali tedeschi, abbandonò la città) segnò il tramonto della stella ghibellina nel cielo di Firenze. Contemporaneamente all'eclisse ghibellina, si verificò il breve ed effimero ritorno al potere degli esponenti popolari. Subentrarono invece i guelfi, che si erano dati una struttura associativa saldamente organizzata, cementata nel corso dei sei anni di esilio. Quando le truppe angioine consegnarono nelle mani dei loro sostenitori fiorentini il potere del Comune, la parte guelfa era, probabilmente, l'organismo più robusto ed efficace dentro le mura della città e fu così che divenne, a partire dal 1267, un vero organo di governo, influente in patria ed eminente nelle sue relazioni con l'estero.
Sua prima preoccupazione fu quella di sopprimere le magistrature popolari, sostituendo ad esse i propri istituti, come il Capitano della Massa di Parte Guelfa che doveva rappresentare, agli occhi del popolo, una sorta di beffa nei confronti del precedente Capitano del Popolo. Era la prima volta che il nome di un partito appariva negli ordinamenti repubblicani, in luogo del "comune" o del "popolo". Ciò significò che il governo della Repubblica si trovava nelle mani di una sola "parte" e non di tutta la città e che dipendeva esclusivamente da Carlo d'Angiò, il quale non dissimulava il progetto di assoggettare tutta la Toscana, con le forze e con le ricchezze di Firenze, specialmente quando le speranze dei ghibellini caddero con la testa dell'ultimo degli svevi, Corradino (1268).
Gli anni dal 1267 al 1280 rappresentarono un periodo in cui le vecchie famiglie del guelfismo fiorentino dominarono la città senza contrasti troppo acuti. Accanto a questo gruppo convisse, abbastanza pacificamente, tutto un vasto ceto che proveniva dall'attivissimo mondo mercantile di Firenze e che contese, fin dall'inizio del secolo, la guida del Comune ai vecchi governanti. Furono questi i gruppi sociali che formarono di fatto la classe dirigente guelfa: la vecchia aristocrazia, i futuri magnati e i popolani più ricchi e potenti.

### "Rampini" e "Mascherati" nella Repubblica di Genova
Le lotte tra guelfi e ghibellini, che nella Repubblica genovese presero il nome rispettivamente di "rampini" e "mascherati", iniziarono già ai tempi di Federico Barbarossa e progredirono fino al 1270, anno in cui Oberto Doria e Oberto Spinola, a seguito di un'insurrezione ghibellina, divennero di fatto "diarchi" e riuscirono a governare la città per circa 20 anni, in pace. Il pretesto per la rivolta venne dopo la sfortunata ottava crociata in cui, a seguito di un'epidemia, trovò la morte Luigi IX di Francia. Carlo d'Angiò prese le redini della crociata, di cui fissò come obiettivo Tunisi invece della Terrasanta e concluse rapidamente la pace con l'emiro, per proseguire il suo piano di consolidamento del potere in Italia e attaccare Costantinopoli per ripristinare l'Impero Latino. Questa minaccia all'antico alleato bizantino, oltre alla crescente supremazia guelfa in Italia, alla disfatta della crociata effettuata con navi genovesi e al tentativo di imporre su Ventimiglia un podestà anch'egli guelfo, furono le cause dell'insurrezione ghibellina a Genova. All'insediamento dei diarchi e all'istituzione di un "abate del popolo" in affiancamento ai due Capitani, con funzione di rappresentante della borghesia e dei ceti popolari, seguì l'espulsione della nobiltà guelfa cittadina, guidata tradizionalmente dalle casate Grimaldi e Fieschi. I primi si rifugiarono nel ponente ligure, mentre i Fieschi trovarono riparo nei loro feudi dello spezzino. I Doria e gli Spinola condussero con successo campagne militari contro ambedue le casate guelfe e ripristinarono l'ordine nella Repubblica, grossomodo fino alla fine del secolo.

### La pace sull'Arno
Quando Clemente IV morì nel 1268, invece di un papa francese come sperava Carlo d'Angiò, venne eletto nel 1271 il piacentino Tebaldo Visconti, che prese il nome di Gregorio X. Egli perseverò nella politica di pacificazione, che implicava anche la limitazione del potere di Carlo d'Angiò. Difese così i ghibellini dall'eccessiva persecuzione guelfa. Nell'illusione di comporre l'insanabile dissidio, arrivò egli stesso a Firenze nell'estate del 1273, in compagnia di re Carlo e di Baldovino II imperatore di Costantinopoli. Il papa volle che, in una vasta piazza sotto il ponte di Rubaconte, si svolgesse la cerimonia di pacificazione. Quel tentativo sul greto dell'Arno non durò neppure un giorno. La sera stessa si diffuse la voce, fatta spargere da Carlo d'Angiò, contrario alla concordia, che tutti i capi ghibellini sarebbero stati presi e uccisi. Nella nottata essi fuggirono, rompendo i patti giurati e il papa, fortemente adirato, abbandonò Firenze.

### La pace del cardinal Latino

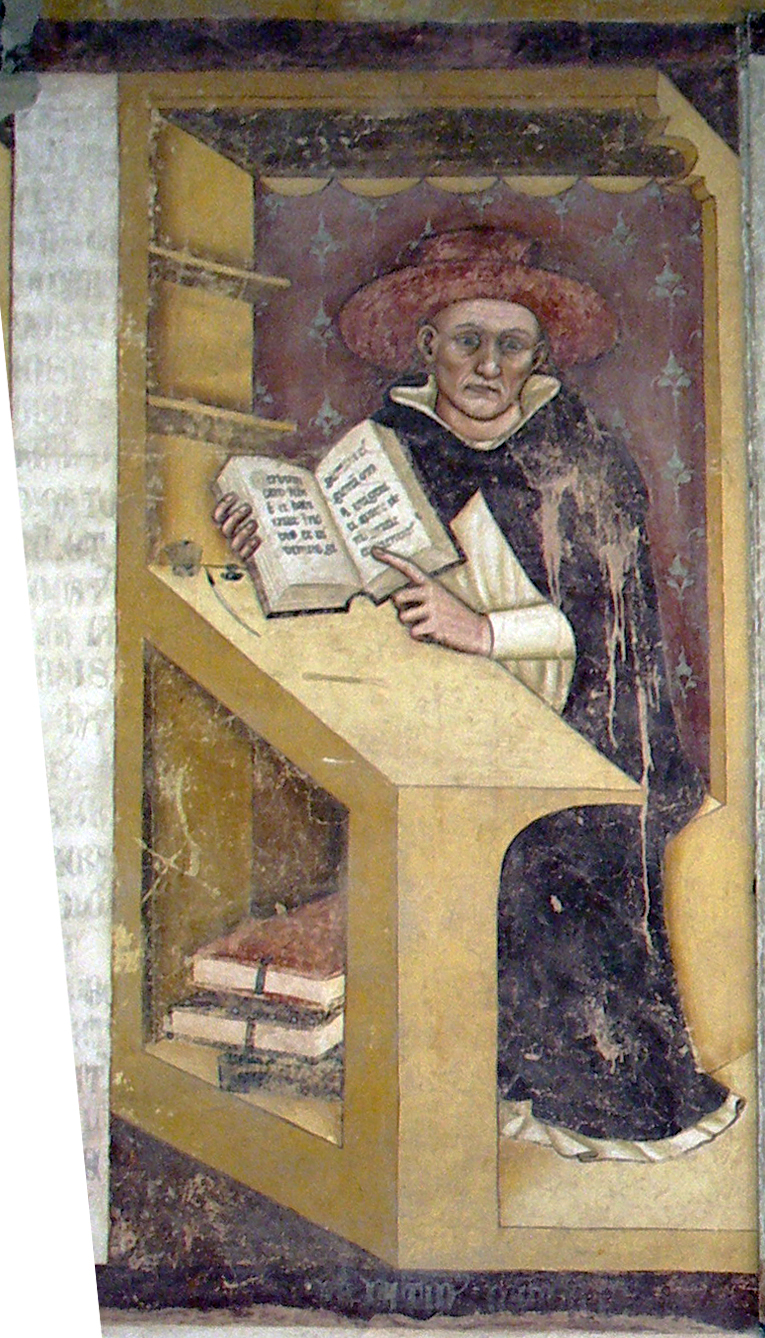
Latino Malabranca Orsini, Tommaso da Modena, Sala del Capitolo del Seminario di Treviso, 1352

Fallita la pace sul greto dell'Arno da parte di Gregorio X, sei anni più tardi ne fu tentata un'altra sulla piazza vecchia di Santa Maria Novella. Sedeva sulla cattedra di San Pietro un romano, della famiglia Orsini. Per ristabilire un certo equilibrio, papa Niccolò III si fece così, in qualche modo, difensore dei ghibellini perseguitati dai Guelfi persecutori, protetti e sorretti dal re Carlo. Ma l'intento del papa non era quello di rovesciare le sorti: desiderava, come Gregorio X, la pacificazione delle due parti o la loro coesistenza in un bilanciato equilibrio di cui egli, che aveva ricevuto dall'imperatore Rodolfo d'Asburgo il territorio della Romagna, sarebbe stato l'imparziale arbitro. Pochi giorni dopo la sua elezione, si era presentato a lui l'abate di Camaldoli, il quale gli aveva fatto presente la condizione in cui versava Firenze, ancora divisa, ancora discorde, dove gli stessi guelfi, rimasti padroni della città, avevano tra di loro continue contese.
Niccolò III fece ritogliere dall'imperatore Rodolfo il Vicariato della Toscana a re Carlo d'Angiò e assunse egli stesso l'arbitrato su quella città, troppo importante per essere lasciata in balia delle discordie e alla mercé di un sovrano straniero. Era evidente nel papa Orsini l'intenzione, non tanto di dominare Firenze, quanto di pacificarla, per farne una grossa pedina tra Roma e Bologna. A tale scopo, inviò come paciere il cardinale Latino Malabranca Orsini, che già si trovava nella Romagna, dove aveva dato prova di saggezza e di ferma autorità.
Il Cardinale paciere per la grande cerimonia della pacificazione scelse la piazza di Santa Maria Novella nella quale esortò i Fiorentini alla concordia, esaltò il dono della pace, chiese al popolo che gli venissero concessi tutti i poteri legislativi, esecutivi e giudiziari. Convocò inoltre gli esponenti dei due partiti; con un “lodo” fece richiamare in città molti ghibellini esiliati, restituendo loro i beni confiscati. Combinò anche nuovi sposalizi tra giovani d'avverse famiglie, e quando gli parve che la riconciliazione fosse finalmente maturata, nel gennaio del 1280, ritornò sulla medesima piazza, per la solenne e pubblica cerimonia della conclusa pace.
L'intervento del cardinale Latino in Firenze apportò notevoli mutamenti al quadro politico della città. Più che una reale pacificazione tra le parti, che nel cinquantennio precedente si erano accanitamente date battaglia, il risultato della lunga opera di mediazione attuata durante il periodo di permanenza del cardinale a Firenze fu un sostanziale mutamento costituzionale e l'inizio di un nuovo clima politico.

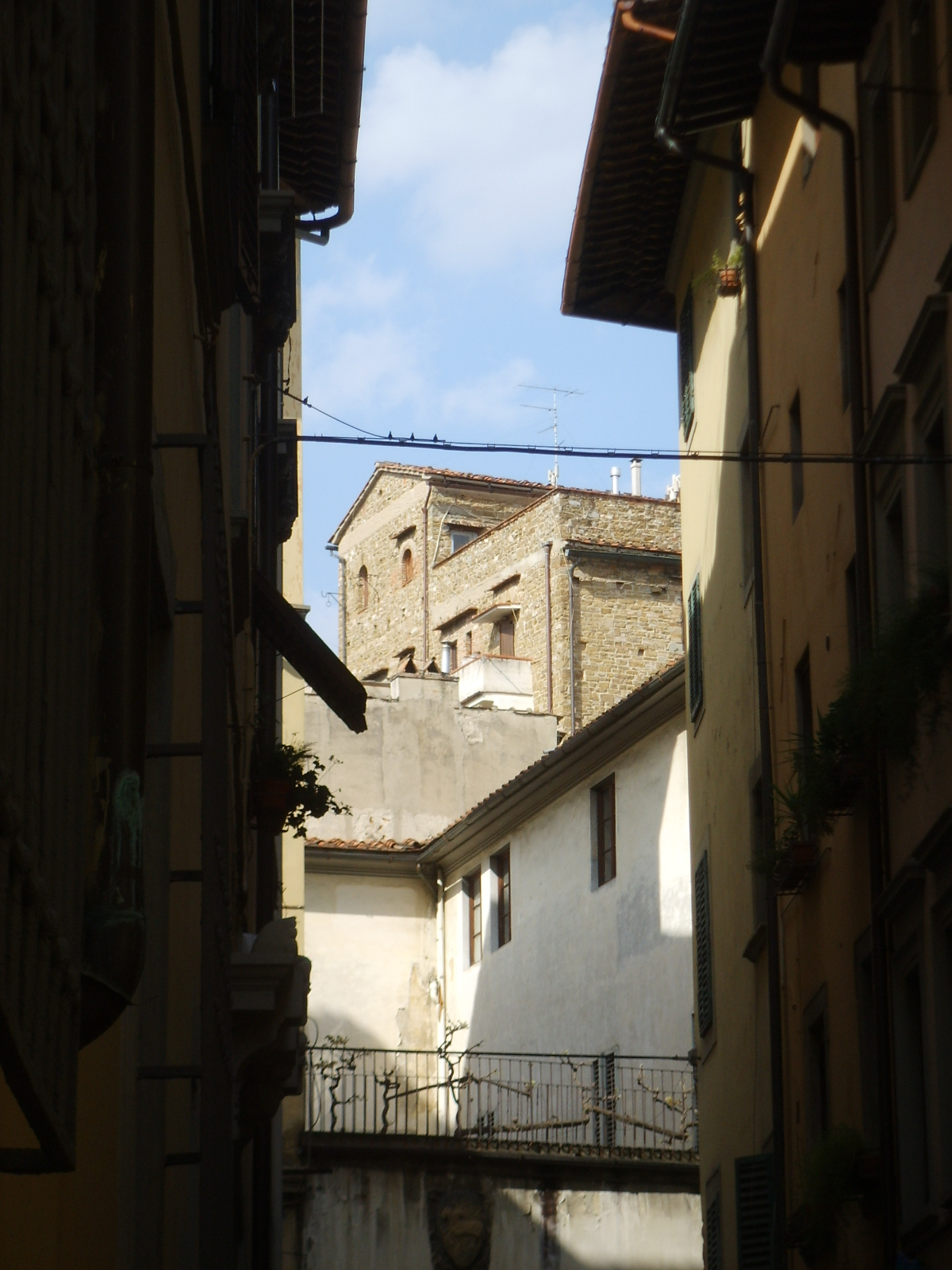
Torre di Corso Donati

Dopo la pace del gennaio - febbraio 1280, infatti, cominciò un periodo di transizione che terminò con l'istituzione del Priorato. Il nuovo ordine costituzionale istituito dal cardinale paciere, basato su una teorica pariteticità tra guelfi e ghibellini, se da una parte contribuì in maniera notevole a incrinare l'indiscussa egemonia della parte guelfa che aveva dominato il Comune nei tredici anni precedenti, dall'altra favorì all'interno della città la formazione di un nuovo ceto sociale. L'obiettivo del cardinale e quindi del papa Niccolò III era quello di instaurare un nuovo e stabile equilibrio di potere, che trovò la sua espressione nella Magistratura dei Quattordici, aperta ad entrambe le opposte fazioni e all'elemento popolare, e nell'ufficio del Capitano Conservatore della Pace, che aveva il compito di mantenere l'ordine così faticosamente raggiunto. Si volevano eliminare, una volta per sempre, abolendo tutte le organizzazioni di parte, le antiche faide e divisioni che avevano costituito gran parte della storia interna della città fino ad allora. La pace però era solo fittizia e diversi fattori contribuirono a vanificarla: le organizzazioni di parte, ad esempio, conservarono tutta la loro influenza.
I Ghibellini riuscirono così, dopo molti anni di esilio, a rientrare in una città che aveva ormai preso un indirizzo guelfo, soprattutto nel suo settore più vitale, quello dei commerci.
La convivenza forzata tra i vecchi nemici, d'altra parte, indeboliva in generale la classe più alta della popolazione a favore del ceto più produttivo. Si stava dunque attuando progressivamente, non solo una profonda trasformazione istituzionale, ma, di pari passo, un ricambio all'interno della classe dirigente.

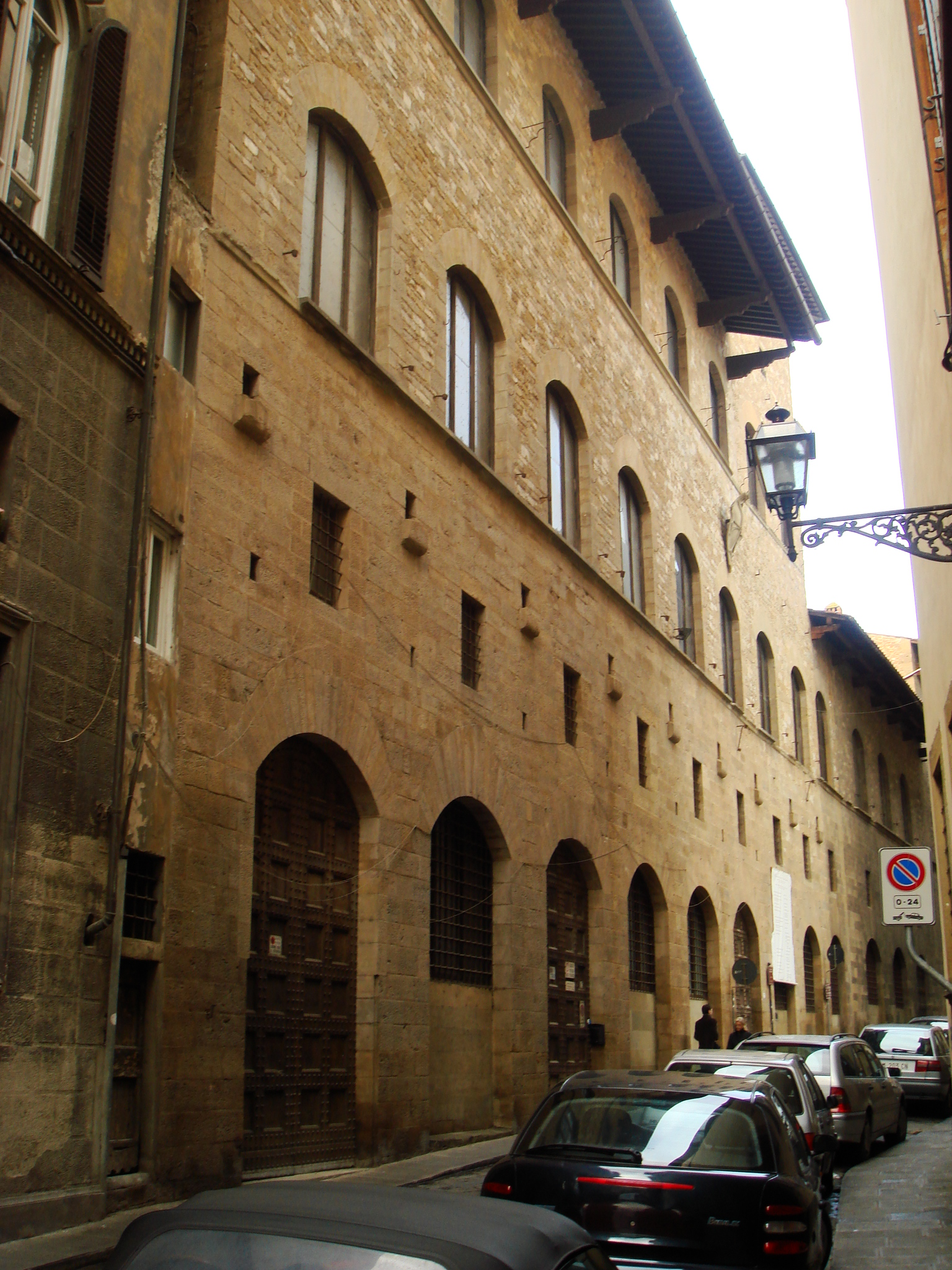
Palazzo Mozzi

Il significato della pace del cardinale Latino stava nella vittoria di quella politica papale antiangioina che, iniziatasi con Gregorio X, si era potuta concludere con il Pontificato di Niccolò III, che aveva saputo barcamenarsi tra le opposte forze di Carlo d'Angiò e del nuovo imperatore Rodolfo d'Asburgo. Sul piano interno questo si tradusse in una sostanziale diminuzione di potere per i seguaci fiorentini di Carlo d'Angiò, che rappresentavano il guelfismo intransigente e che facevano capo alla famiglia dei Donati. In quel periodo ebbero particolare influenza certe famiglie dell'alto ceto mercantile, come i Mozzi, che favorirono i trattati di pacificazione e quindi il ritorno dei ghibellini.
Il momento era dunque favorevole per l'attuazione del nuovo mutamento costituzionale, che seguiva di poco un altro rivolgimento di rilevanza internazionale: i Vespri Siciliani. Il 30 marzo 1282, infatti, scoppiò a Palermo un tumulto che liberava la Sicilia dai francesi, mettendo in crisi la potenza angioina in Italia.

### Il Priorato e l'ascesa del ceto mercantile
L'istituzione del Priorato, determinata in parte dal declino della potenza angioina in Italia, ma soprattutto dall'emergere in Firenze di un nuovo ceto, espressione della parte più attiva del mondo mercantile, era la logica conclusione di un processo che, iniziato con la pace del cardinale Latino, aveva visto un lento spostamento all'interno della classe dirigente a favore della grande "borghesia" mercantile e artigiana. I mercanti, gli artigiani maggiori, avevano il vantaggio di essere meno divisi politicamente, poiché se è vero che esistevano mercanti di tendenza guelfa e mercanti di tendenza ghibellina, il comune interesse commerciale e la consapevolezza di rappresentare il ceto produttivo della città, rendevano ormai superati i contrasti di partito. In questo senso essi rappresentavano una classe, sia pure dai confini non troppo rigidi, di fronte al discorde blocco delle grandi famiglie.
I Bardi, protetti di Carlo d'Angiò, gli Spini, protetti del papa, i Becchenugi, ricchi mercanti di Calimala, si erano politicamente affermati durante i tredici anni della dominazione guelfa. Il loro processo di ascesa, che li aveva visti salire ai vertici della classe dirigente, si consolidò in questo periodo. Se in precedenza questi casati avevano svolto il ruolo di comprimari nell'élite dirigente guelfa, essi arrivarono a detenere in prima persona le sorti del Comune.
Il Priorato, più che una magistratura rivoluzionaria, fu quindi la necessaria trasformazione costituzionale che i mutati rapporti sociali e le diverse condizioni politiche ed economiche rendevano ormai inevitabile.
Se la parte guelfa e i suoi prestigiosi sostenitori riuscirono a mantenere un notevole ascendente nelle decisioni politiche che si presero all'interno dei consigli e degli organi di governo della città, altrettanto non si può dire di quelle famiglie che, dal 1260 al 1266, avevano formato l'élite ghibellina. Il peso delle numerose sanzioni politiche e degli esili di massa aveva ormai indebolito e disperso le forze dei vecchi sostenitori filo-svevi, impedendo loro di ricostituire, su basi sufficientemente solide, un partito ghibellino che potesse contrastare in Firenze quello dei tradizionali nemici. L'influenza politica delle grandi famiglie ghibelline era, di conseguenza, praticamente nulla dopo il 1280, cosicché alcuni casati come i Caponsacchi, i Guidi, i Lamberti, gli Ubriachi, i Bogolesi-Fifanti, i Cappiardi, i Galli e gli Schelmi, gran parte cioè della nobiltà ghibellina, non comparivano più in alcun incarico politico. La parte ghibellina mancava dunque dei suoi tradizionali capi, condannati ad un esilio che si protraeva ormai da quasi una generazione e destinati a scomparire per sempre dalla storia della classe dirigente fiorentina.

### La battaglia di Campaldino

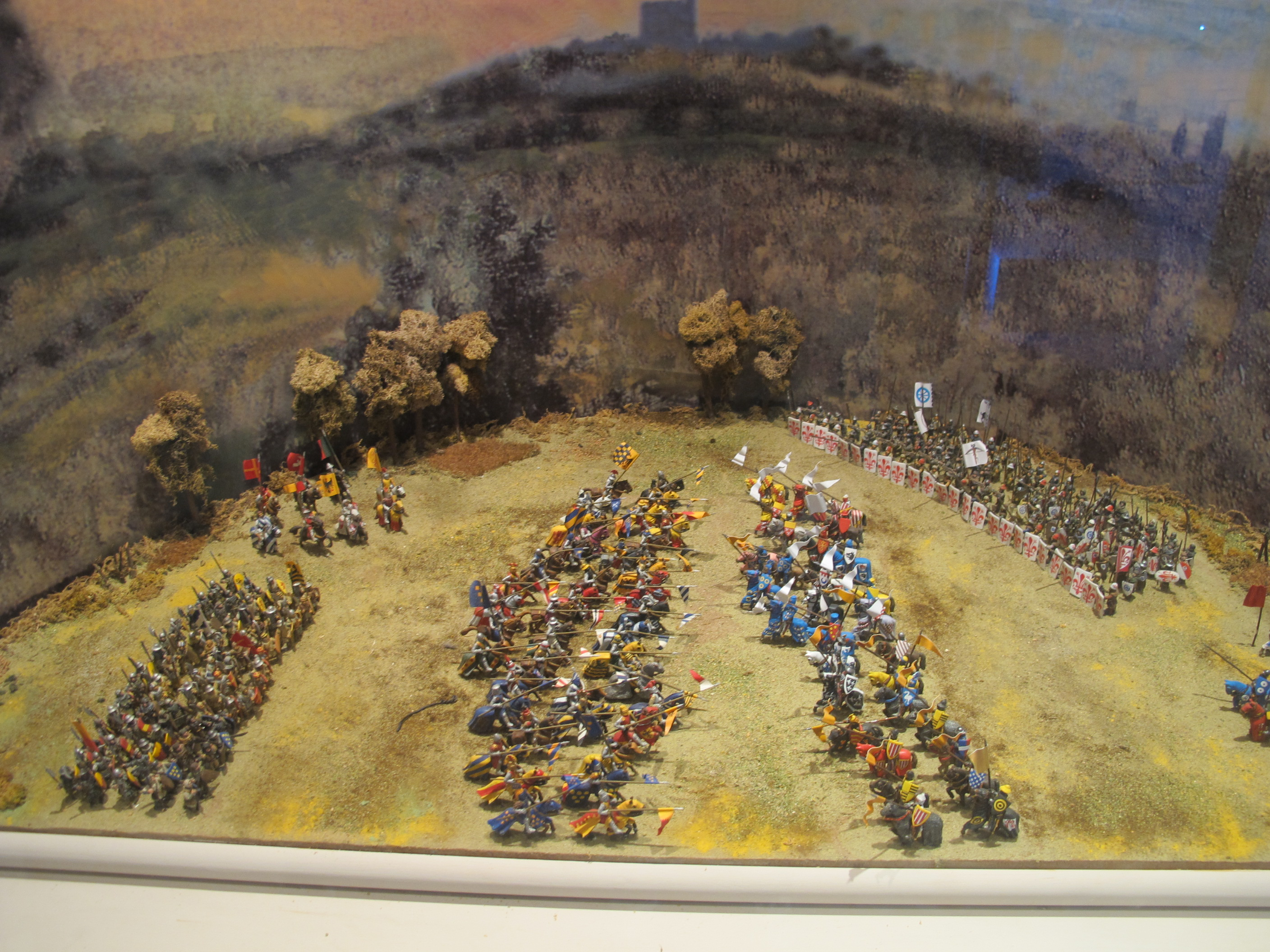
Diorama della battaglia di Campaldino, Museo della Casa di Dante, Firenze

In Toscana rimaneva ancora un unico focolaio di ghibellinismo: Arezzo. Nel maggio del 1289 vennero drizzate le insegne di guerra alla Badia di Ripoli, in direzione del Valdarno. Ciò significava la dichiarazione di guerra di Firenze ad Arezzo.
L'esercito attaccante non era formato da soli fiorentini. Sotto i gonfaloni gigliati si trovavano anche i Guelfi di Bologna, di Pistoia, di Prato, di Volterra, di Siena che, nel frattempo, era diventata guelfa. Era tutta la Toscana guelfa che muoveva contro Arezzo ghibellina.
L'11 giugno 1289 si combatté nella piana di Campaldino, fra Poppi e Pratovecchio: i fiorentini, guidati da Vieri de' Cerchi, Corso Donati e altri, riportarono una grande vittoria contro gli aretini e gli altri ghibellini guidati dal vescovo di Arezzo e da Buonconte da Montefeltro. Tra i combattenti si trovavano anche Dante Alighieri e Guido Cavalcanti come feditori a cavallo e Paolo Malatesta in supporto a Firenze. Guido Novello comandava la cavalleria di riserva ghibellina, Corso Donati quella guelfa.
La mattina di sabato 11 giugno cominciò la battaglia. Dopo vari scontri, la cavalleria ghibellina fu accerchiata. Guglielmino degli Ubertini affrontò i nemici con i suoi fanti e fu abbattuto dopo un aspro combattimento. Caddero anche Buonconte da Montefeltro e Guglielmo Pazzo. La battaglia era ormai giunta a conclusione in favore dei Guelfi.
Si cominciarono a raccogliere e a cercare di riconoscere i moltissimi caduti: da parte ghibellina si contarono circa 1 700 morti; da parte guelfa se ne contarono circa 300. Vennero sepolti in grandi fosse comuni in prossimità del convento di Certomondo.
Furono condotti, inoltre, più di 1 000 prigionieri a Firenze che in parte furono rilasciati in cambio di un riscatto. Chi non fu riscattato morì in breve tempo nelle prigioni fiorentine: furono alcune centinaia. I corpi furono sepolti a lato della via di Ripoli, a Firenze, in un luogo che ancora oggi si chiama "Canto degli aretini".
Il luogo della battaglia è oggi ricordato da un monumento, detto "Colonna di Dante".

### Gli Ordinamenti di Giano della Bella

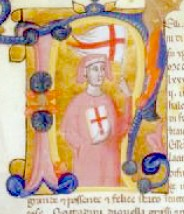
Giano della Bella
G. Villani, Nuova Cronica

Nello stesso anno tornò a Firenze, ricco di sostanze e d'esperienza acquistate in Borgogna, Giano Della Bella, nominato tra i Priori nel 1289. Egli fu rieletto anche nel 1292 e fu allora che, con destrezza e decisione, operò il suo colpo di mano, in favore delle Arti minori e di quello che fu chiamato "il secondo popolo".
Ormai nella città non si poteva più parlare né di Guelfi né di Ghibellini. Firenze era guelfa ma comunque divisa in varie fazioni. Approfittando della loro rivalità, varò prima nel Consiglio dei Cento, poi nel Consiglio speciale del Capitano, una deliberazione con la quale anche le Arti minori venivano ammesse nel governo della città. Ciò gli assicurò immediatamente il favore dei popolani e suscitò le ire dei Magnati, che lo considerarono traditore della propria classe. Perché costoro, ricevuto il duro colpo, non rialzassero la testa, Giano della Bella, il 15 febbraio 1289, chiamò tre giuristi ad elaborare una nuova costituzione, detta poi degli Ordinamenti di giustizia.. Per applicare immediatamente ed efficacemente gli Ordinamenti, fu istituita la nuova magistratura del Gonfaloniere di Giustizia - al quale venne data "l'arme del popolo", cioè la croce rossa nel campo bianco -, che doveva vigilare che i grandi non recassero ingiurie ai popolani.

### Guelfi bianchi e neri
Firenze, ormai stabilmente guelfa, risultava comunque divisa in due fazioni: i Bianchi, riuniti intorno alla famiglia dei Cerchi, fautori di una moderata politica filo papale, che riuscirono a governare dal 1300 al 1301; e i Neri, il gruppo dell'aristocrazia finanziaria e commerciale più strettamente legato agli interessi della chiesa, capeggiato dai Donati, che salirono al potere con l'aiuto di Carlo di Valois, inviato dal papa Bonifacio VIII.
(Dino Compagni, Cronica delle cose occorrenti ne' tempi suoi, Libro I, 25)
Le fazioni presero nome dai due partiti in cui si divideva la città di Pistoia, chiamati i cancellieri bianchi e neri, e le principali famiglie di Firenze si schierarono tutte con l'una o l'altra fazione. Quando nel 1300 giunse a Firenze il cardinale Matteo d'Acquasparta, legato pontificio, la lasciò subito, lanciando l'interdetto sulla città, poiché i Bianchi rifiutarono di dimettersi dagli uffici, non conferendogli alcun potere decisionale. A quel punto scoppiarono disordini al termine dei quali il Comune mandò in esilio i capi delle fazioni: i Neri, con Messer Corso Donati, furono confinati a Castel della Pieve, i Bianchi a Sarzana. Fra i Bianchi costretti all'esilio vi era Dante Alighieri.

### Siena
A Siena, la pace del cardinale Orsini (1280) aveva riammesso in città i ghibellini, ma dal 1289, a causa degli intrighi orditi da costoro alla morte di Carlo d'Angiò, venne ripristinato un governo guelfo di ricche famiglie popolari e mercantili. Il cosiddetto “Governo dei Nove”, che durò fino al 1355, mantenne rapporti di amicizia con Firenze e fu il miglior governo di Siena: la città raggiunse l'apice della sua prosperità e della sua grandezza, con più di 70 000 abitanti.

### Pisa

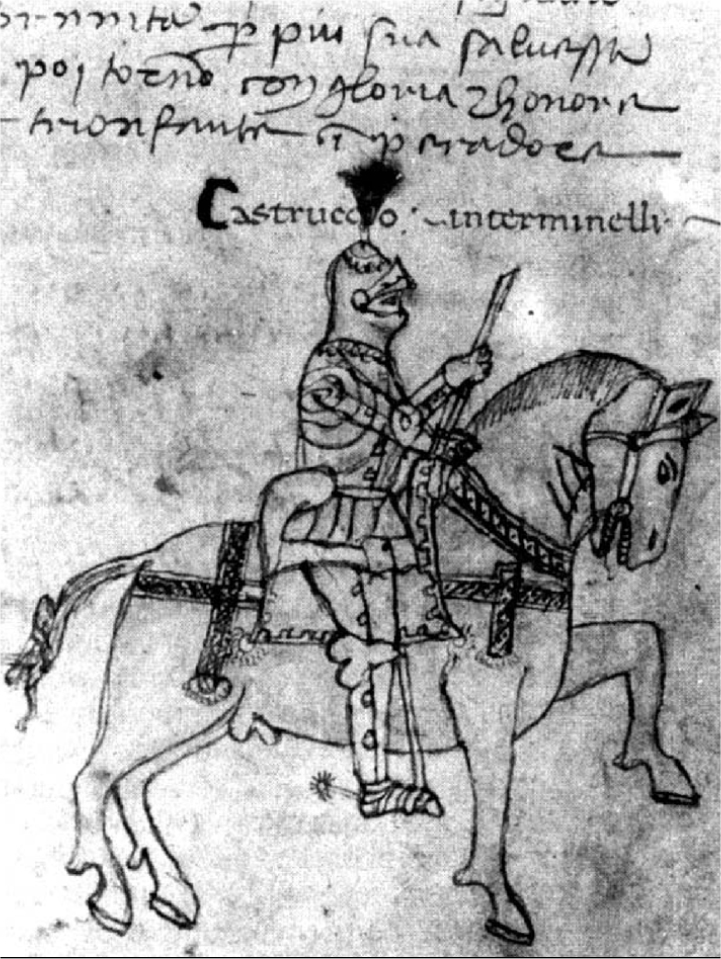
Castruccio Castracani, Biblioteca Statale di Lucca

Il comune di Pisa appariva in declino. Sul finire del XII secolo, alla storica rivalità marittima con Genova, soprattutto per il controllo della Sardegna e della Corsica, si era aggiunto il contrasto con Firenze. Fin dal primo scontro, conclusosi con la conquista fiorentina di Empoli nel 1182, Firenze, seppe trarre vantaggio dalla debolezza interna del comune pisano, spaccato dal conflitto di interesse fra i grandi artigiani e il ceto mercantile (ai primi la concorrenza di Firenze nuoceva, mentre i secondi traevano lauti guadagni dal transito delle merci fiorentine). Lacerata dai conflitti interni e indebolita da decenni di pressione esercitata da Firenze e Genova, Pisa subì nel 1284 la definitiva sconfitta della Meloria, nei pressi di Livorno.

### Primi decenni del Trecento

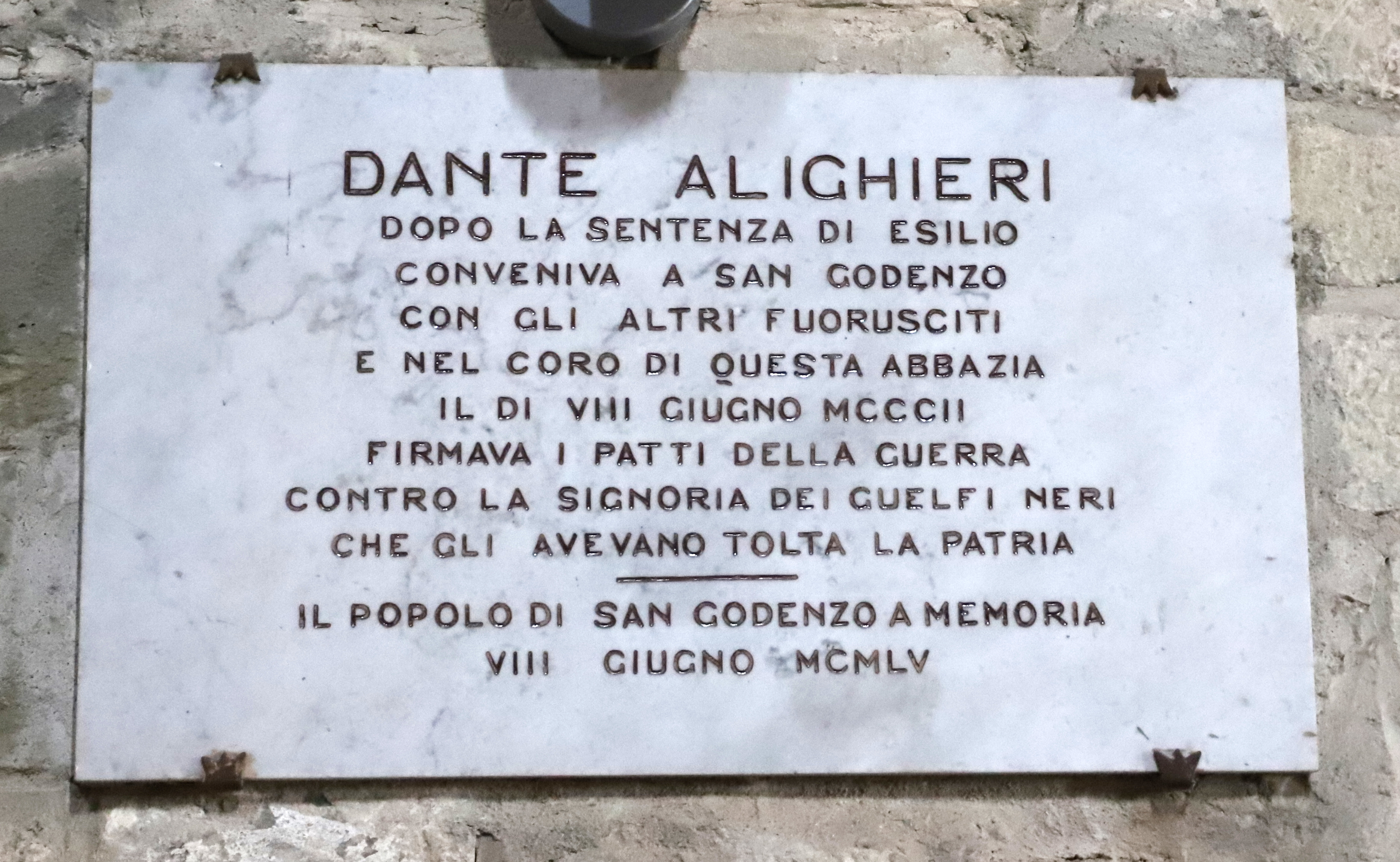
Lapide commemorativa

Nei primi decenni del Trecento, Firenze subì ripetuti attacchi dalle città toscane ghibelline. Siena, retta stabilmente dal governo guelfo dei Nove, era passata fra i suoi alleati, ma nel 1315, a Montecatini, Firenze fu sconfitta dalle truppe di Pisa, capeggiate da Uguccione della Faggiola e da Castruccio degli Antelminelli, detto Castracani per l'ardore della combattività. Dallo stesso Castruccio, divenuto nel frattempo signore di Lucca, Firenze subì nel 1325 anche la disfatta di Altopascio. Nominato nel 1327 Duca e Vicario imperiale da Ludovico IV il Bavaro, Castruccio minacciò seriamente la supremazia di Firenze, progettando un ampio dominio territoriale. Solo la sua morte, nel 1328, al termine dell'estenuante assedio di Pistoia, consentì a Firenze di riprendere le proprie mire espansionistiche, a danno della stessa Pistoia (1331), di Cortona (1332), di Arezzo (1337) e di Colle Val d'Elsa (1338).

## Araldica di guelfi e ghibellini toscani

### Parte Guelfa

Stemma della Parte Guelfa a Firenze

Nel 1266, papa Clemente IV fece dono a una delegazione di Guelfi fiorentini fuoriusciti, del proprio personale stemma: un'aquila rossa su campo bianco che artiglia un drago verde. Dalla Cronica del Villani, che è l'unica fonte disponibile circa la notizia dell'esistenza di uno stemma personale di papa Clemente IV e il dono da lui elargito, emerge come, successivamente, la Parte Guelfa di Firenze vi aggiunse un piccolo giglio rosso - simbolo del Comune fiorentino dal 1251 - collocato sopra la testa dell'aquila.Tale bandiera fu quella sventolata dal pistoiese Corrado da Montemagno sulla piana di Grandella nella battaglia di Benevento il 26 febbraio del 1266.

Nell'Apocalisse, il Drago rappresenta 
L'immagine dell'aquila che artiglia un serpente è, comunque, un tema antico che simboleggia la lotta tra il Bene e il Male. Risulta dunque chiaro come il simbolo prescelto fosse un messaggio di crociata contro gli Svevi e contro Manfredi e i suoi alleati ghibellini. Ma l'aquila, per dirla con Dante Alighieri, era il "pubblico segno", "il sacrosanto segno" dell'Impero e, pertanto, rappresentata nell'atto di artigliare il drago, risulta essere un'appropriazione pontificia del simbolo peculiare dell'Impero. Essa appariva, nel vessillo di Clemente IV, di colore rosso, anziché nero, e con il capo rivolto verso sinistra, invece che verso destra. Lo stemma corretto era, per l'Impero, l'Aquila nera su campo oro. A Terni invece, la parte guelfa era rappresentata da un angelo crucifero.

### Parte ghibellina
Un sigillo della fazione ghibellina, datato agli ultimi decenni del XIII secolo e conservato presso il Bargello, viene descritto nel volume dedicato ai Sigilli Civili del Museo del Palazzo: "Ercole a cavallo del Leone Nemeo, in atto di sganasciarlo; nel fondo alcune pianticelle con trifogli". Lo stemma raffigurato sul sigillo fiorentino raffigura un uomo vestito che, a cavalcioni della bestia, ne disarticola le fauci prendendolo alle spalle. L'interpretazione di tale sigillo risulta controversa: inizialmente, nel personaggio venne identificato Ercole e nel leone la fiera di Nemea, la prima delle fatiche erculee. Dunque Ercole sarebbe stato scelto come simbolo della Parte ghibellina per la sua forza e il suo coraggio contro il maligno Leone.
Successivamente si giunse ad una diversa lettura della raffigurazione: il personaggio rappresentato non era Ercole e il leone non era la fiera di Nemea. Si trattava, invece, di Sansone che smascella il leone. L'animale era diventato, infatti, il simbolo della città in cui la Repubblica si riconosceva. A rafforzare il legame tra la città e l'animale contribuì l'alluvione del 1333 che spazzò via la statua di Marte, considerato il protettore di Firenze, posta presso Ponte Vecchio. Per questo, l'etimologia più probabile del Marzocco, è quella della contrazione di un diminutivo di Marte, Martocus.
Resta il dubbio sul motivo per cui i ghibellini fiorentini avessero scelto di rappresentare la morte del Leone. Secondo alcune ipotesi, per simboleggiare la fine della Firenze popolare e filoguelfa; secondo altre, essa rappresentava la vittoria del Bene sul Male poiché l'animale era divenuto simbolo di superbia, ferocia e forza incontrollata, così come in Dante e nel Vecchio e nel Nuovo Testamento. Se dunque lo stemma di parte guelfa sottendeva il simbolismo della lotta della giustizia contro il demonio, altrettanto valeva per il sigillo della parte ghibellina. Dall'interpretazione dei due vessilli, risulta evidente che entrambe le fazioni combattevano sotto l'egida di Dio per scardinare un sistema guidato dal Maligno.

## Evoluzione dei termini
I due termini, guelfo e ghibellino, che così tanto successo hanno avuto nella storia italiana, hanno però subìto un'evoluzione semantica complessa. Se i guelfi e i ghibellini sono legati, almeno nell'immaginario collettivo, alle vicende del XIII secolo ed eternati dalle parole del guelfo Dante Alighieri, quando si creò anche la divisione dei guelfi bianchi e neri, ancora nel XV secolo Bernardino da Siena richiedeva l'eliminazione dei due epiteti. E altrettanto faceva il vescovo di Venezia, Pietro Barozzi, nel suo De factionibus extinguendis; obiettivo non conseguito affatto se Andrea Alciato, quasi un secolo più tardi, affermava che il conflitto tra guelfi e ghibellini era giunto sino ai suoi tempi. Bisogna poi ricordare la ripresa Ottocentesca dei due termini, quando sorsero il partito Neoguelfo e il movimento Neoghibellino, capitanati da figure come Gioberti e Guerrazzi e che indicavano sostanzialmente un atteggiamento filopontificio o decisamente laico, se non anticlericale, nell'Italia risorgimentale.

### Le origini
«I maladetti nomi di parte guelfa e ghibellina si dice che si criarono prima in Alamagna, per cagione che due grandi baroni là aveano guerra insieme, e aveano ciascuno un forte castello l'uno incontro all'altro, che l'uno avea nome Guelfo e l'altro ghibellino». In realtà il nome della fazione guelfa non derivava dal maniero familiare, ma dal nome stesso del duca Welf, mentre Weiblingen era proprio il nome del castello degli Hohenstaufen. L'origine dei nomi fu studiata molto presto e però, già nel corso del Trecento, diverse e fantasiose versioni legavano i due epiteti chi a nomi di demoni, chi di cani, chi di castelli, chi, infine, li legava a citazioni bibliche.

### Firenze e Federico II (1220-1250)
Le ripetute discese di Federico Barbarossa in Italia scatenarono, soprattutto nei comuni del Centro Nord, nuove idee sull'atteggiamento da tenere nei riguardi dell'Impero, specie in materia di autonomia. Le due fazioni, una più condiscendente, l'altra più contraria alla volontà imperiale, non sono però ancora denominate coi nomi di guelfi e ghibellini. Con l'arrivo sulla scena politica italiana di Federico II (1250) iniziano ad essere citate nelle fonti «le parti della Chiesa e dell'Imperio». Queste due denominazioni andarono a complicare decisamente il panorama comunale italiano che, sino ad allora, aveva utilizzato solo i nomi delle famiglie preminenti come etichetta di gruppi contrapposti: Lambertazzi e Geremei a Bologna, Uberti e Buondelmonti a Firenze e così via. Ma proprio a Firenze, i due gruppi familiari contrapposti assunsero i nomi di guelfi e ghibellini. La divisione del comune fiorentino in guelfi e ghibellini divenne poi sinonimo di lotta tra Papato ed Impero, tra filopapali e filoimperiali, se non, in qualche caso, fra cattolici ed eretici.

### L'eclissi sveva
Con l'insuccesso politico e la morte di Federico II il significato dei due termini cambiò notevolmente. Federico e i suoi erano stati al centro di una serie di campagne diffamatorie da parte della Curia, culminante nella crociata indetta contro l'Anticristo, identificato nello Svevo. In questa fase, il discrimine non era essere filopapali e buoni cristiani o meno. Il clima era quello di uno scontro di tipo religioso. Non fu perciò un caso che papa Clemente IV dotasse la Lega Guelfa di uno stemma inequivocabile: l'Aquila rossa che artiglia il Drago, dove quest'ultimo, simbolo biblico del Male per eccellenza, rappresentava certamente i ghibellini. Ma negli stessi anni la Lega Ghibellina rispondeva fregiandosi del simbolo di Ercole che strangola il Leone, che, più che al Marzocco fiorentino, rinviava a uno degli animali venefici del bestiario medievale. In questo vibrante ventennio, che possiamo far concludere col 1268, con la morte dell'ultimo Hohenstaufen a Napoli, l'opposizione era dunque, non tanto tra filopontifici e filoimperiali, quanto piuttosto tra i filosvevi e gli antisvevi o, meglio, i filoangioini.

### Uso religioso dei termini

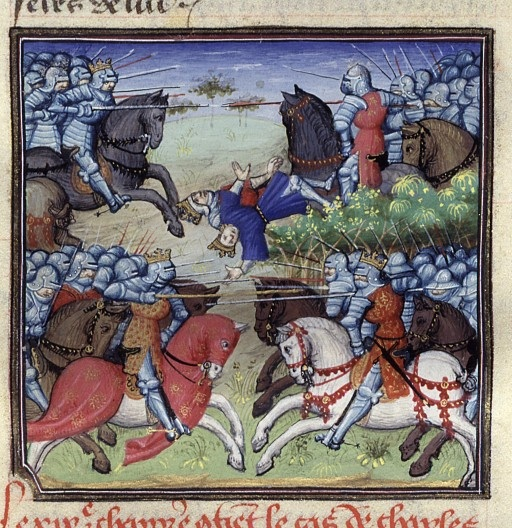
Scena della battaglia di Tagliacozzo

L'uso dello strumentario religioso nelle guerre, che oramai riguardavano tutta l'Italia, assunse toni di vera e propria strategia politica a ridosso della duplice vittoria di Carlo d'Angiò a Benevento (1266) e a Tagliacozzo (1268). Negli anni successivi vennero intentati alcuni processi religiosi per eresia contro i ghibellini, il cui nome era ora associato sia all'opposizione politica al nuovo sovrano sia all'opposizione ai precetti della Chiesa. Così, nella fase che coincise col successo guelfo-angioino, se l'essere guelfo tornava a significare essere "Parte della Chiesa", l'essere ghibellino, che già significava essere avverso a Carlo di Angiò, divenne sinonimo di nemico della vera fede e quindi eretico.
Il caso della famiglia di Farinata diventò il simbolo dell'accanimento contro il ghibellinismo fiorentino: tra il 1283 e il 1285 furono riesumate e bruciate le ossa di alcuni membri della famiglia Uberti, accusati di essere eretici patarini.

### Nuove lotte (XIV secolo)
Nel XIV secolo, i due epiteti avevano perduto buona parte dei loro significati originari. Agli inizi del Trecento, papa Giovanni XXII affermò che solo il vulgus (il volgo, quindi il popolo) continuava ad utilizzare tali nomi, secondo un uso che oramai da tempo non era più limitato alla Toscana, ma esteso a tutta l'Italia.
I guelfi furono sconfitti nella battaglia di Montecatini del 1315 e nella battaglia di Altopascio del 1325, in entrambe le occasioni da forze ghibelline.
I nomi erano rimasti, i significati erano invece decisamente mutati. Dante, nel VI canto del Paradiso, prega i ghibellini e probabilmente si riferisce a quelli di Firenze, a far «lor'arte sot-t'altro segno» che non sia l'aquila imperiale, un simbolo grandioso e sacro dietro cui, invece, ormai si nascondevano per lo più solo interessi di poche e sfortunate famiglie fiorentine esuli. Non è possibile fornire una definizione soddisfacente dei due termini, poiché da essi sorsero tanti e variegati significati utilizzati nei modi più svariati.

### Sviluppi successivi
I sostantivi guelfo e ghibellino sono stati utilizzati nei secoli successivi per definire, nel primo caso, posizioni politiche prossime al potere papale e al regno di Francia e, nel secondo, al Sacro Romano Impero. Ad esempio, Cesare Hercolani, "colpevole" di aver procurato agli imperiali l'occasione della vittoria di Pavia (1525) contro Francesco I di Francia, venne poi ucciso da attentatori guelfi.
In seguito i due nomi di partito hanno generato diversi toponimi e nomi di persona o di famiglia riconducibili ad essi. Un esempio per entrambi i casi: Guffanti = Guelfi-fanti; Giubellini = Ghibellini.
In età moderna il termine «guelfo» è passato riduttivamente a indicare un atteggiamento clericale mirante a rafforzare o restaurare la presenza attiva della Chiesa nella vita politica di un Paese; «ghibellino», al contrario, ogni ideologia fautrice di uno Stato laico, laicista, o repubblicano, ispirato all'illuminismo e a sentimenti anticlericali.

## Principali famiglie guelfe e ghibelline in Italia
Guelfi
- Geremei, bolognesi
- Fieschi, genovesi
- Della Torre, milanesi
- Este, ferraresi
- Turchi, ferraresi
- Adelardi, ferraresi
- Malatesta[69] riminesi (con alcune discontinuità come con Sigismondo Malatesta)
- Dal Sale, ravennati
- Malaspina, toscani solo alcuni rami
- Cerchi, fiorentini
- Cavalcanti, fiorentini
- Frescobaldi, fiorentini
- Falconieri, fiorentini
- Gherardini, fiorentini
- Pazzi, fiorentini
- Simonetti, fiorentini
- Tornaquinci (poi Tornabuoni), fiorentini
- Ugoni,[70][71] bresciani
- Boschetti, modenesi
- Rangoni, modenesi
- Della Rosa, modenesi
- Guidoni, modenesi[senza fonte]
- Tolomei, senesi
- Rustichini, senesi

Ghibellini
- Hohenstaufen, normanno-svevi
- Della Scala, veronesi
- Lambertazzi, bolognesi
- Carrari, bolognesi
- Parcitadi, riminesi
- Frigerio, comaschi
- Quadrio, comaschi
- Visconti, milanesi
- Guttuari, astigiani
- Guidi del Casentino
- Ubaldini del Mugello
- Torelli-Salinguerra, ferraresi
- Ordelaffi, forlivesi
- degli Uberti, fiorentini
- Lamberti, fiorentini
- Della Gherardesca, pisani
- Salimbeni, senesi
- Da Romano, trevigiani
- Aleramici del Monferrato
- Pallavicino, valle padana
- Malaspina, toscani solo alcuni rami
- Gorini, pisani[senza fonte]

## Maggiori città ghibelline
- Arezzo
- Ascoli Piceno
- Castiglion Fiorentino
- Ceccano
- Chieti
- Como
- Empoli
- Fabriano
- Foggia (città demaniale sin dall'origine[72])
- Foligno
- Forlì (ultima città ghibellina, storica la vittoria contro 2 000 soldati francesi; battaglia ricordata da Dante come il "Sanguinoso mucchio")
- Grosseto
- Gualdo Tadino
- Gubbio (con schieramento guelfo durante la signoria dei Gabrielli)
- Jesi
- Lodi[73] (ghibellina fino al 1259, poi guelfa durante le signorie dei Torriani e dei Fissiraga)
- Modena
- Monte San Pietrangeli
- Narni
- Osimo
- Pavia
- Penne
- Pisa
- Pistoia
- Poggibonsi
- San Miniato (ghibellina fino al 1291, poi guelfa)
- Savona
- Siena (ghibellina fino al 1287, poi guelfa con l'instaurazione del Governo dei Nove)
- Spoleto
- Sulmona
- Terni
- Todi
- Trieste
- Urbino
- Verona

## Maggiori città guelfe
- Alessandria
- Ancona
- Aquila
- Atri
- Bologna
- Brescia
- Camerino
- Colle di Val d'Elsa
- Crema
- Fabriano
- Faenza
- Fermo (ghibellina dopo il 1242)
- Firenze (tranne un breve governo ghibellino dal 1248 al 1250 e tra il 1260 e il 1266)
- Lecco
- Lucca (ghibellina tra il 1314 e il 1328)
- Macerata
- Mondovì
- Montepulciano
- Orvieto
- Perugia
- Pizzino
- Pontevico
- Prato (per lunghi periodi ghibellina)
- Rieti
- Rimini (breve periodo iniziale ghibellina poi guelfa con l'arrivo dei Malatesta)
- Ripatransone
- Roma
- Volterra
- Tortona

## Città con schieramento variabile
- Asti (principalmente ghibellina)
- Bergamo (principalmente ghibellina)
- Cremona
- Ferrara
- Genova (guelfa nel 1256-1270 e 1317-1319, ghibellina nel 1270-1317)
- Milano (guelfa fino all'arrivo dei Visconti, coi quali fu ghibellina)
- Padova (principalmente guelfa)
- Parma
- Piacenza
- Treviso
- Vicenza
- Viterbo